# Ciencia en Ecuador

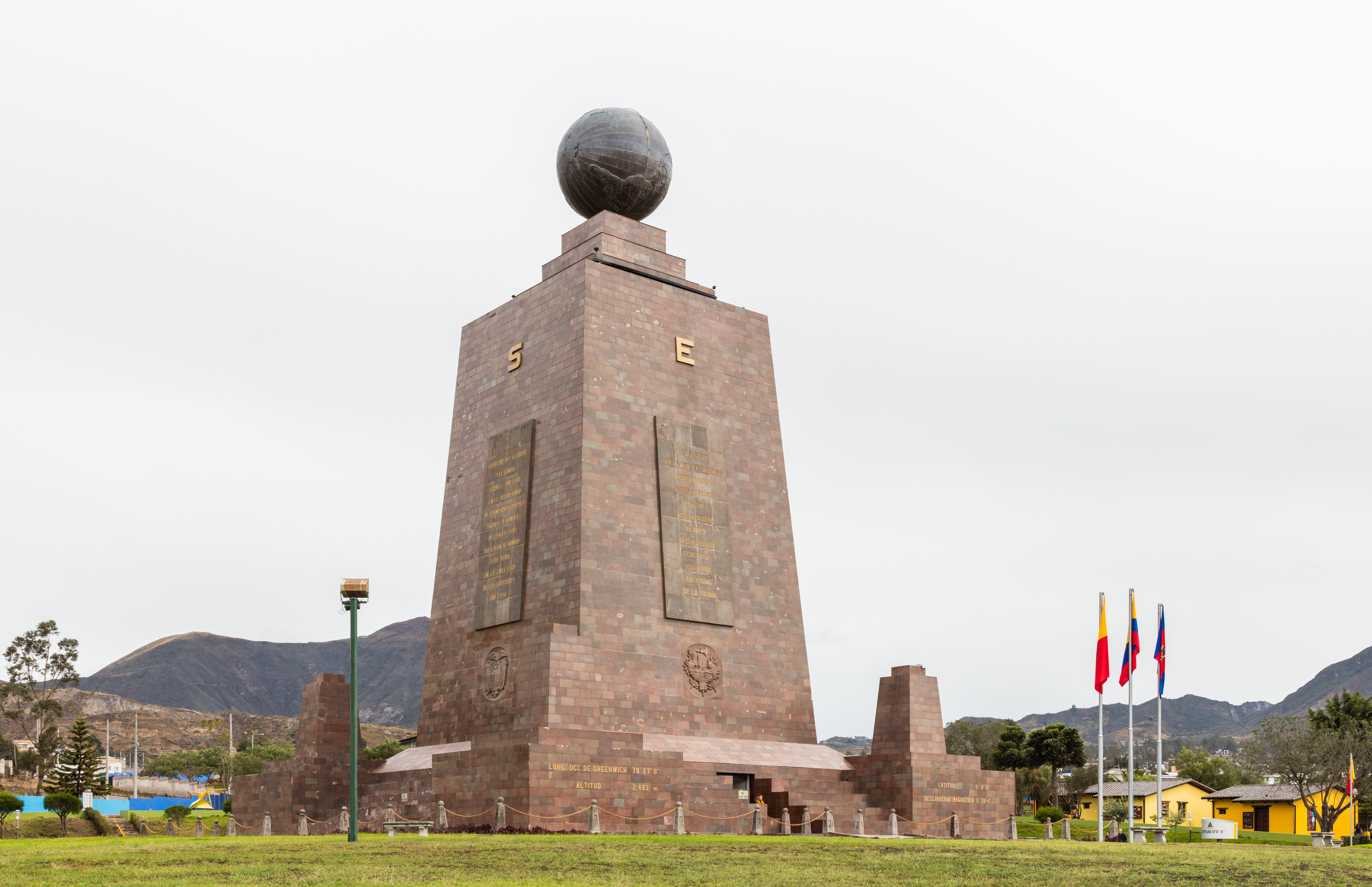
Monumento a la Mitad del Mundo que determina la ubicacíon de la línea ecuatorial y que conmemora la misión geodésica del que llevó a cabo las mediciones

La ciencia en Ecuador ha tenido un papel importante tanto por la diversidad natural de este país, que ha sido estudiada a lo largo de toda su historia en sus aspectos biológicos y medicinales, como por su ubicación geográfica en la línea ecuatorial y entre las corrientes marinas de El Niño y Humboldt. 
Esto permitió que se desarrollen hechos científicos destacables como la Misión Geodésica Francesa que buscaba probar la teoría de la forma de la tierra (de esta misión se derivaría el nombre Ecuador), las expediciones científicas de Charles Darwin a las Islas Galápagos, las exploraciones al Río Amazonas que iniciarían con el fundador de Guayaquil Francisco de Orellana, el estudio del calentamiento del océano Pacífico oriental ecuatorial conocido como el fenómeno de El Niño y la medición de la altura del Volcán Chimborazo con respecto al centro de la tierra. 

## SigloXVI

### El descubrimiento de las islas Galápagos

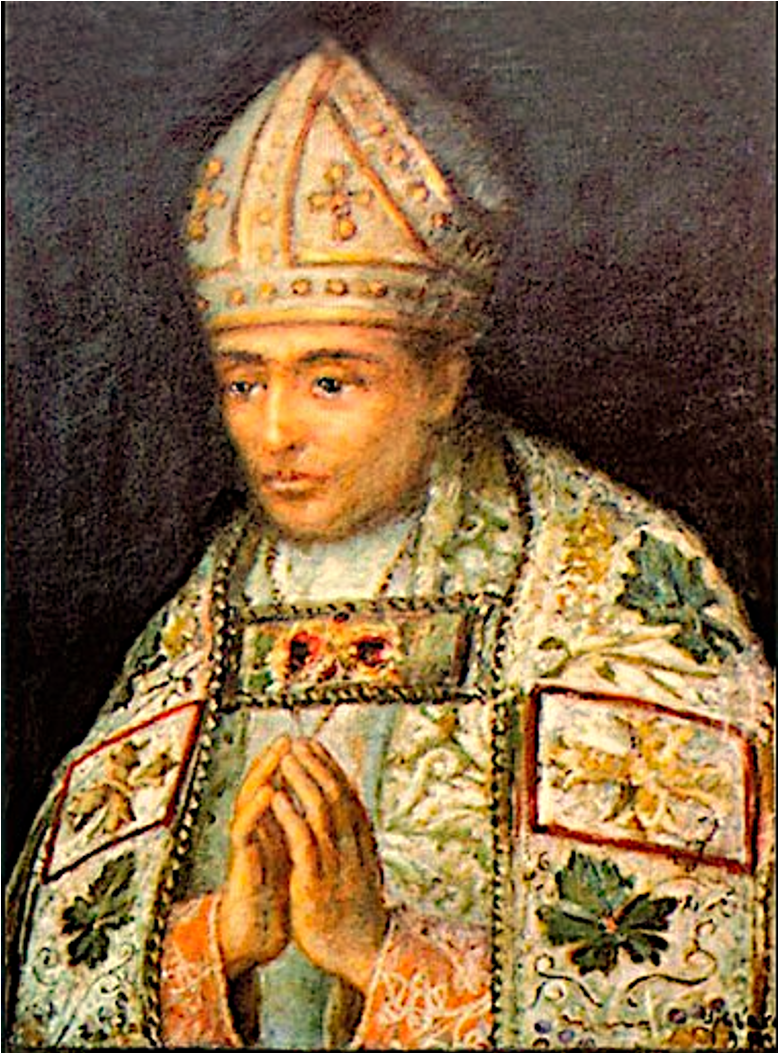
Fray Tomás de Berlanga, obispo de Panamá quien descubriría por accidente las Islas Galápagos

A pesar de que existen registros de que las Islas Galápagos formaron parte del comercio oceánico entre los señoríos étnicos de Ecuador y las culturas mesoamericanas, formalmente, las Galápagos fueron "descubiertas" por casualidad el 10 de marzo de 1535, por fray Tomás de Berlanga quien estaba viajando desde Panamá hacia Perú y en un desvío de su navío llegaría a las islas, registrando su existencia en las crónicas. Las corrientes marinas arrastrarían a la nave donde se encontraba el obispo y contaría su peripecia en una crónica escrita en Portoviejo al emperador Carlos V. El archipiélago sería descrito como inhóspito y desértico. También se registró la existencia de tortugas gigantes, iguanas marinas, lobos marinos y muchas aves.
La crónica cuenta lo siguiente:

Traxo el navío muy buen tiempo de brisas siete días, que haziase el piloto cerca de la tierra e diones calma seis días; eran tan grandes las corrientes, que nos engolfaron de tal manera, que miércoles en diez de marzo, vimos una isla; e porque el navío no había más agua que para dos días, acordaron de echar la barca e salir a tierra por agua e yerba para los caballos. … E salidos no hallaron sino lobos marinos, e tortugas e galápagos tan grandes que llevaban uno un hombre encima, e muchas higuanas que son como sierpes. Otro día vamos otra isla mayor que es aquella de grandes sierra, e creyendo que allí por su grandeza como por su monstruosidad que no podía dejar de tener ríos e frutas, fuiemos a ella, porque la primera baxaria diez o doce leguas, e en esto bebiose el agua quen navío abia e estuvimos tres días en tomar la isla, con calmas, en los cuales allí los hombres como los caballos padecimos muchos trabajos.
Tomás de Berlanga

### El descubrimiento del Río Amazonas

Francisco de Orellana, fundador de Guayaquil, gobernador de Portoviejo y explorador que descubrió el Río Amazonas.

Viaje de Orellana atravesando América del Sur, desde el Golfo de Guayaquil hasta la desembocadura del Amazonas en el Océano Pacífico.

El descubrimiento del Río Amazonas, ahora conocido como la Primera expedición española al río Amazonas se llevó a cabo en 1540 cuando Gonzalo Pizarro llegó a Quito como vicegobernador y Francisco Pizarro, le pediría realizar una expedición para localizar la "Tierra de la Canela", lo que le motivaría a incursionar al interior del continente sudamericano. Orellana se uniría a esta expedición no como principal pero debido a las peripecias del mismo terminaría realizando el descubrimiento por su cuenta. Al ser además el fundador de la ciudad de Guayaquil, cuando se toma en cuenta todo el trayecto empezando en la costa de Ecuador y atravesando todo el río Amazonas, se puede determinar a esta expedición como la primera que atravesaría el continente sudamericano de occidente a oriente. Esta se llevaría a cabo con una fuerza de 220 españoles y 4000 nativos. Cuando llegarían a la amazonía de Ecuador, empezarían la navegación desde el río Coca, donde en la actualidad se encuentra la ciudad Francisco de Orellana. Ahí se construiría el bergantín San Pedro que les serviría de transporte. El cronista de la expedición sería el dominico Gaspar de Carvajal, quien partiría junto a Orellana y 50 hombres río abajo. Al inicio su expedición sería para buscar comida pero después serían incapaces de volver contra corriente. La expedición continuó adentrándose por el río Amazonas por lo que los tripulantes resolverían construir un barco más grande para la navegación. Según las crónicas llegarían al río Negro el 3 de junio de 1542 y finalmente llegaron al río Amazonas.

## SigloXVII

### La cosmografía y la escolástica

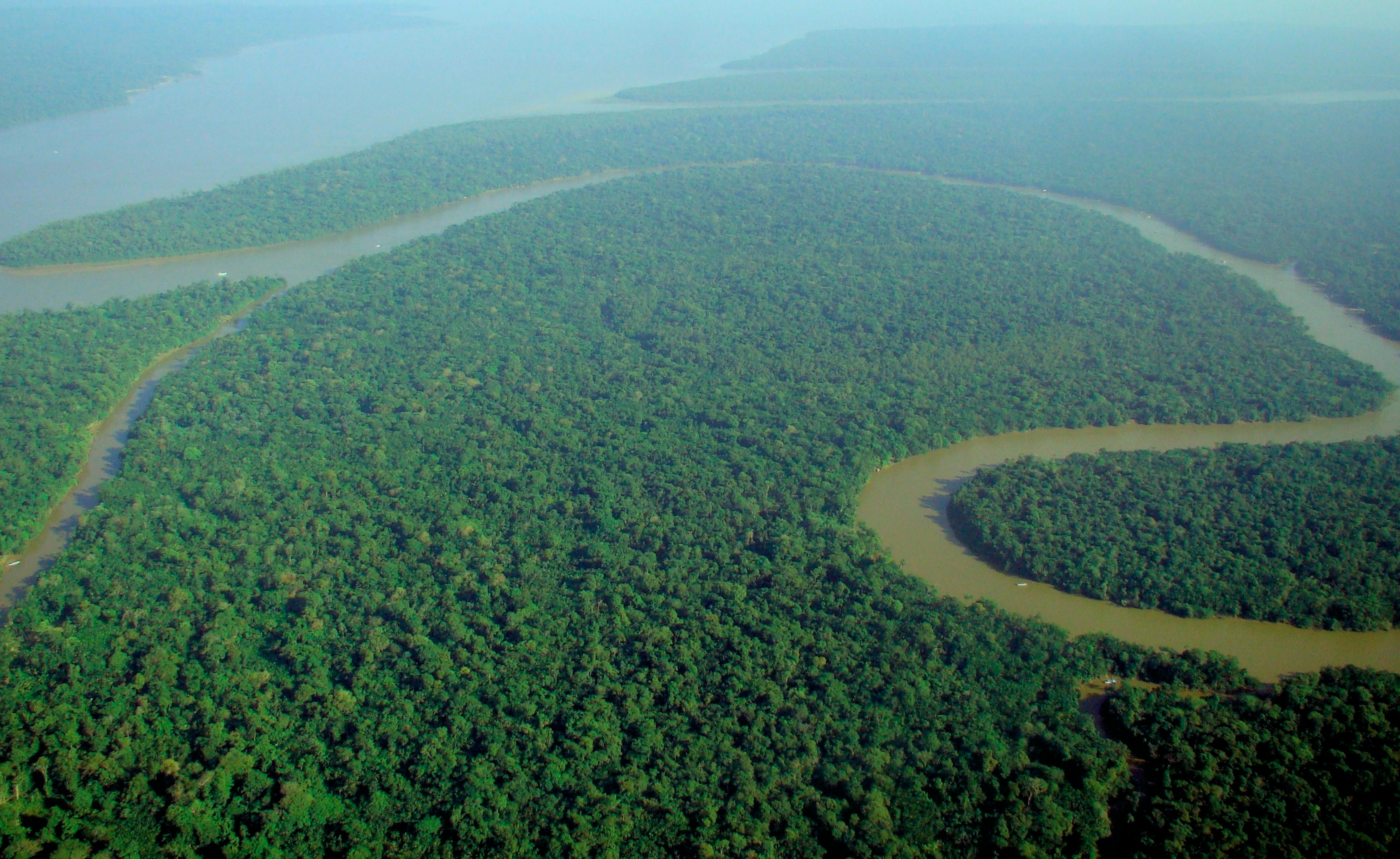
Río Amazonas, lugar de destino de las expediciones y Misiones Jesuitas en el.

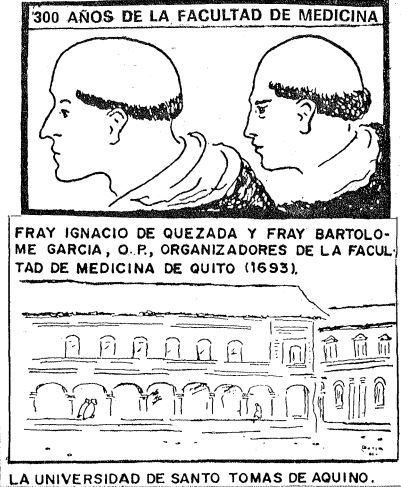
Ignacio de Quezada y Bartolomé García

La ciencia tal como se desarrolló en la monarquía española giraba en torno a la cosmografía, que empezó siendo el estudio de la naturaleza principalmente orientado a la generación de mapas, lo que implicaba geometría y trigonometría, ingeniería de navegación, cartografía, pero que también significaba la recolección y clasificación de datos sobre flora, fauna y antropología. Por esta razón siempre estuvo relacionado con el desarrollo del imperio, los cronistas y los nuevos descubrimientos. Dentro del territorio actual de la Real Audiencia de Quito, los cronistas fueron abundantes en sus anotaciones, sin embargo es necesario destacar el trabajo del Padre Pedro de Mercado en el siglo XVIII, quien dentro de sus viajes a la Amazonía realizó anotaciones botánicas y zoológicas, lo que lo convertiría en la primera publicación científica hecho por una persona nacida en ese territorio (Riobamba 1620-1701). El trabajo fue titulado: "Algunos vegetales y animales que se crían en estas tierras".
Al final del siglo, en 1693, los padres Ignacio de Quezada y Bartolomé García fundaron la facultad de medicina en Quito en la Universidad Santo Tomás. Los primeros médicos que se graduaron fueron, Diego de Herrera y Diego de Cevallos el 5 de julio de 1694 como licenciados y el 8 de agosto del mismo año, como doctores. Los dos ejercieron en Quito, en un momento que sobraban enfermos y faltaban médicos.
En honor a Fray Ignacio de Quezada, se nombró la biblioteca más importante de libros antiguos de Ecuador en el Convento de Santo Domingo de Guzmán, en el centro histórico de Quito.

### Los mapas y las misiones

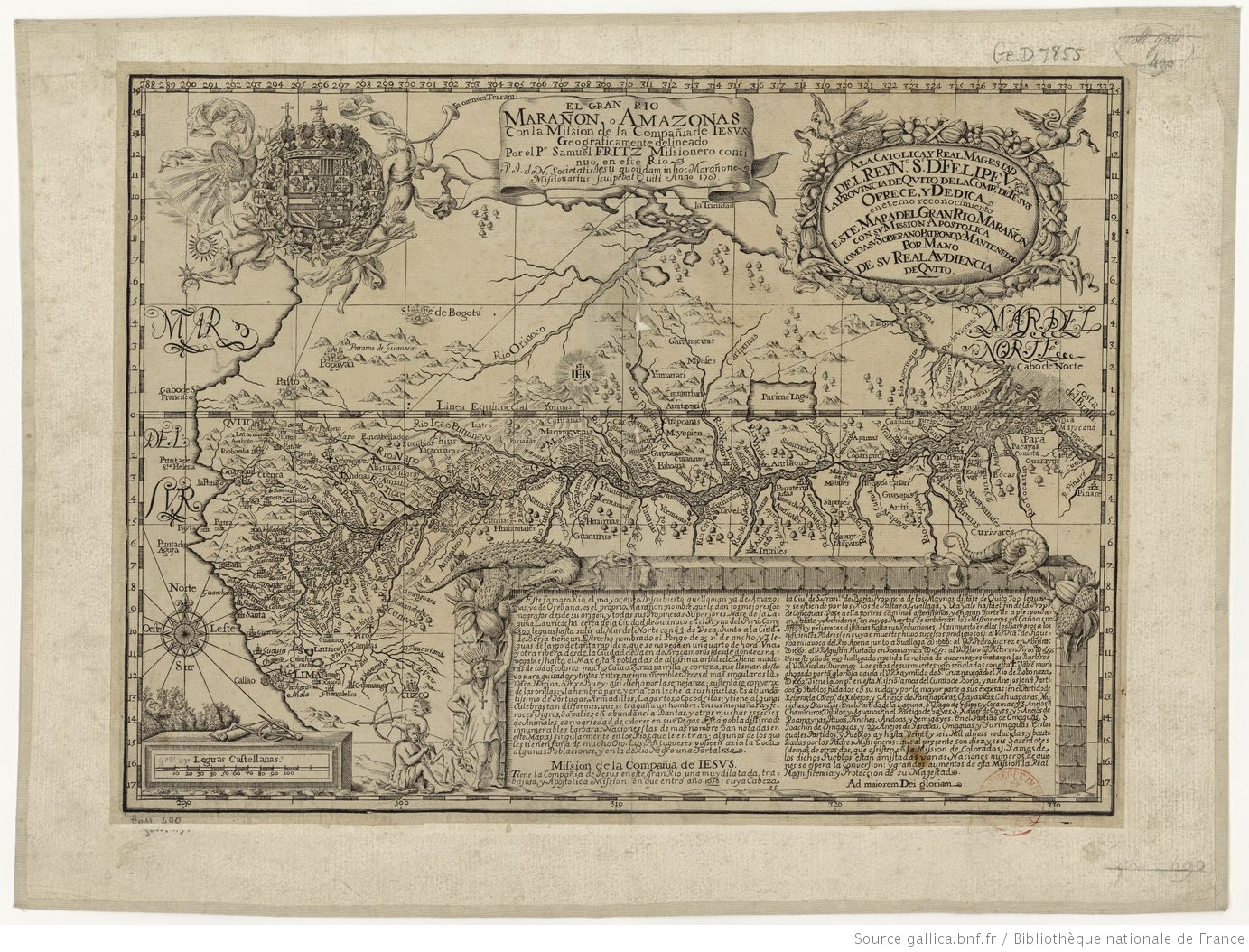
Mapa del Amazonas por Fritz

Samuel Fritz fue un jesuita que formó parte de las exploraciones del Río Amazonas que se desarrollaron especialmente durante el siglo XVII, que salían de Quito hacia la provincia de Maynas, en las misiones que buscaban reducir los territorios de los indígenas que vivían allí y evangelizar. Fritz, dentro de las Misiones Jesuitas del río Marañón, llegó a Quito en 1685 y un año después se dirigiría a tierras de los indios Omaguas. Fundó 38 pueblos o también llamado reducciones entre ellas Nuestra Señora de las Nieves de Yurimaguas. La Audiencia de Quito le solicitó que realice un mapa de toda la región, lo cual lo cumplió a cabalidad, lo que se convirtió en una de las fuentes de referencia geográfica para navegar por el río Amazonas y sus afluentes. El padre Fritz murió en la misión de Jeberos en 1725. Su mapa sería finalmente publicado en Quito durante los primeros años de siguiente siglo y serviría de base para las posteriores exploraciones de la región durante la misión geodésica. Este hecho además reforzó la importancia de Quito y su relación con el Río Amazonas que se había desarrollado desde la fundación misma de la ciudad por el descubrimiento del Río por parte de Francisco de Orellana. Era pues esta ciudad el lugar desde donde salían todas las expediciones, así como las misiones para la reducción de los territorios de los indígenas en la Amazonía.

## SigloXVIII

### La Misión geodésica

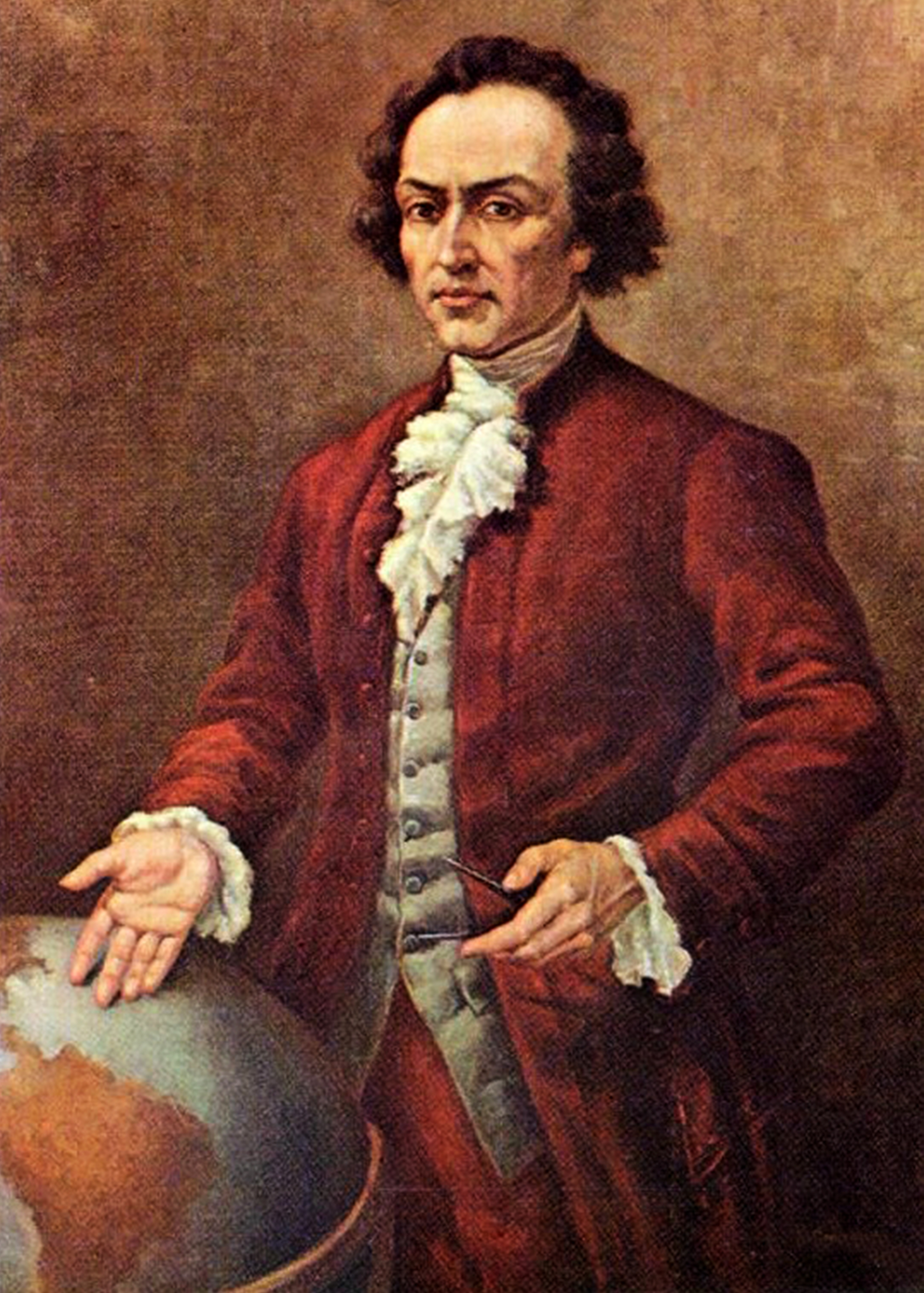
Pedro Vicente Maldonado, miembro de la Academia de Ciencias de Francia

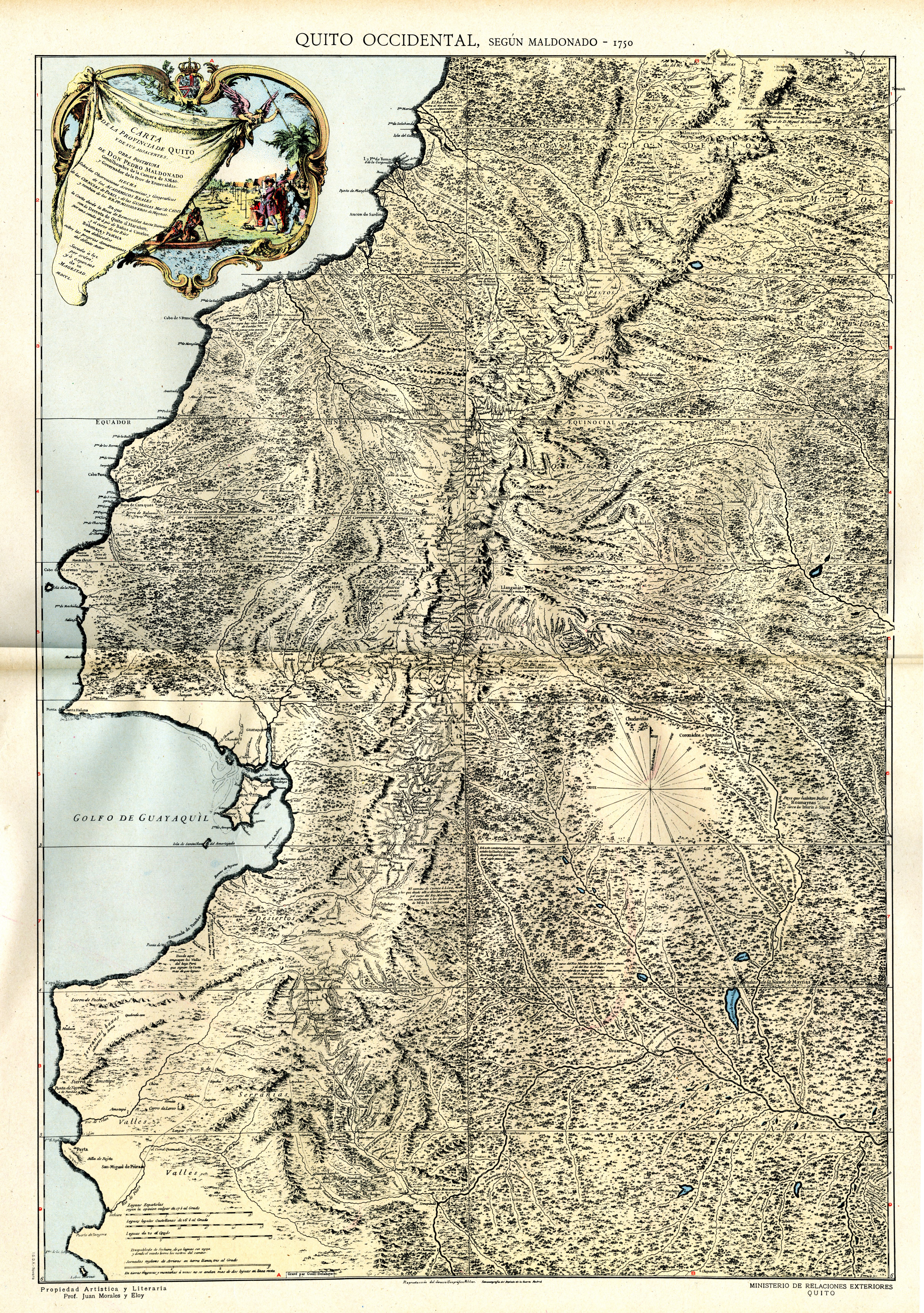
Costa Occidental de la Real Audiencia de Quito (1750), según Pedro Vicente Maldonado

La cosmografía sería también desarrollada en la Real Audiencia de Quito por Pedro Vicente Maldonado quien se encargaría de crear su primer mapa. Además dedicaría gran parte de su vida y fortuna para la construcción de un camino a Esmeraldas, con el fin de comunicar a los Andes con la región costera. Sus conocimientos fueron bastos y conseguidos como autodidacta, con la ayuda y apoyo de su hermano José Antonio Maldonado. Juntos, recibieron a los ilustrados europeos que venían en la Misión Geodésica para medir la distancia equivalente a un grado de latitud en el Ecuador terrestre, con el fin de comprobar la forma de la Tierra. La Real Audiencia de Quito fue elegida como destino debido a la presencia de la cordillera de los Andes que facilitaba la triangulación y medición terrestre. La visita de los científicos como La Condamine, Jorge Juan y Antonio de Ulloa, influyó mucho en la época, tanto en la difusión de conocimiento como en despertar nuevos intereses científicos. Maldonado continuó con su labor cartográfica y además lo complementó con observaciones botánicas. De esto obtenemos sus dos grandes contribuciones, la Carta de la Provincia de Quito-Ecuador y sus adyacentes y su Memoria Científica del Reino de Quito.
Por otro lado la contribución de la misión geodésica en difundir las ideas de la ilustración en la Real Audiencia fue clave. Aunque el desarrollo de la ciencia no era ajeno a la monarquía española, lo que se podía evidenciar en la vasta biblioteca que habían recopilado los jesuitas a través de la universidad San Gregorio Magno. Los libros que existían allí eran muestra del avance que se había logrado en este aspecto, y sirvieron incluso de fuente de consulta para los geodésicos durante su expedición. Fue en siglo XVII pues que empezó el desarrollo de la ciencia en la Real Audiencia de Quito de la mano principalmente de esta orden religiosa.

### La compañía de Jesús, la imprenta y los correos

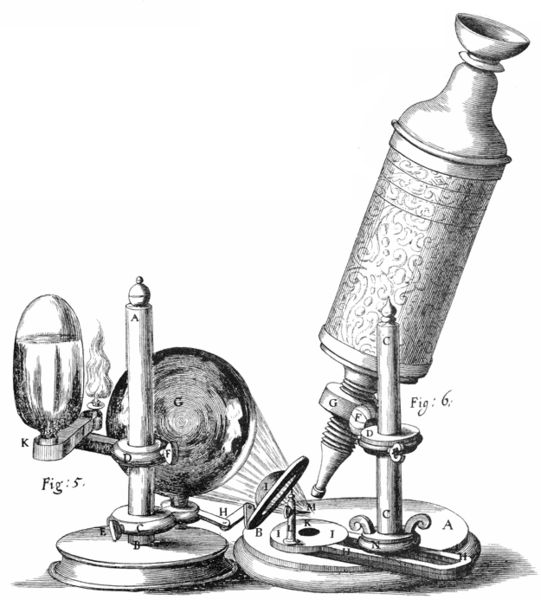
Microscopio de Robert Hooke que utilizó Juan Bautista Aguirre para su Tratado de Física

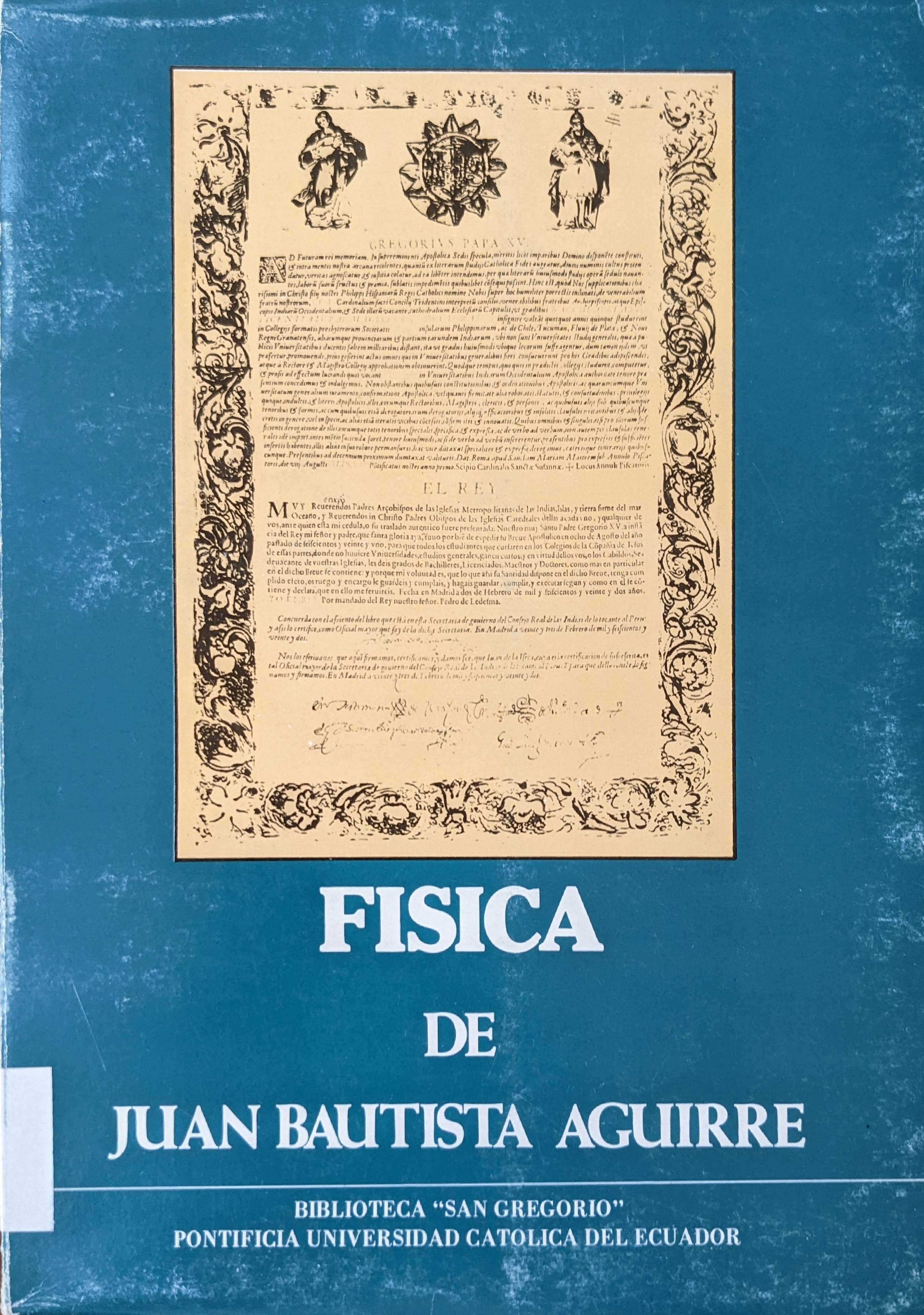
Tratado de Física de Juan Bautista Aguirre

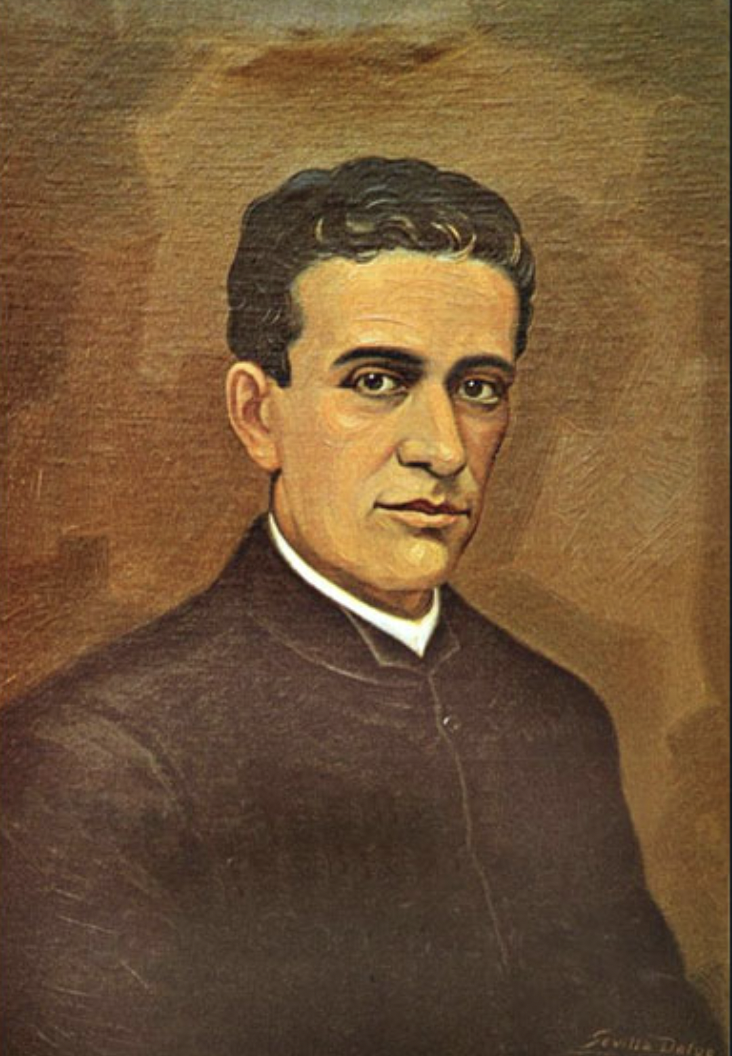
Juan Bautista Aguirre y Carbo

El desarrollo de la escolástica a través de la renovación que empezó en el siglo XVIII, especialmente por parte de la Compañía de Jesús es digno de mención. Sus estudios fueron amplios y llegaron a acumular una biblioteca importante de 408 manuscritos que sirvió de apoyo en la misión geodésica. Además, a través de la importación del primer microscopio de Cuff, fabricado a mediados del siglo XVIII en Londres, empezarían las investigaciones empíricas desarrolladas por Juan Bautista Aguirre que buscarían una armonía entre estas observaciones científicas con la física aristotélica tomista. Esto iría acorde a la tradición jesuita que desde los escritos de Francisco Suárez empezaría el desarrollo de la metafísica de una manera cada vez más separada de la teología dogmática. La teología suareciana tendría una influencia importante en la Real Audiencia gracias a la presencia de esta orden religiosa. El microscopio sería utilizado inicialmente por Juan Magnin, un novator, quien en 1736 siendo profesor del Colegio de Panamá había conocido a La Condamine. Magnin en su obra “Millet en armonía con Descartes o Descartes Reformado” desarrolla a través de diputaciones contenido científico perteneciente a los ámbitos de anatomía, fisiología y óptica humanas, así como la microbiología. Esto corresponde a un paso adicional puesto que ya no solo incluye las observaciones empíricas a la antigua teología escolástica sino que empieza a tomar en cuenta al racionalismo cartesiano que durante el siglo pasado había sido simplemente criticado por los escolásticos en Quito. A esto se suma la obra de José María Linati quien en su tratado de física niega la generación espontánea de animales. Sin embargo sería el tratado de física de Suárez, la obra que marcaría esta época por su importancia y longitud. Donde trata temas como la cosmología, la materia, la naturaleza del continuo (concepto matemático), a partir de lo cual mostraba su erudición y capacidad intelectual. Podemos ver en la siguiente cita un extracto de este tratado:

“Tercera anotación. De óvulos pequeñísimos de insectos muy diminutos nacen gusanos en número casi infinito. De ahí que, con ayuda del microscopio, se descubren innumerables gérmenes de tamaño increíblemente pequeño, en el aire, el agua, el aceite, la sangre, la leche, etc. El ingeniosísimo Leuvoiseck atestigua haber visto en una gota de agua de lluvia gérmenes tan diminutos, que 90 000 de ellos no igualarían el tamaño de un grano de arena.”

Además de Aguirre, fue importante Juan Hospital quien desarrolló un sistema teológico que ya aceptaba el sistema solar copernicano, siendo esto un hito importante dentro del desarrollo de la escolástica de la Real Audiencia de Quito que disfrutó de una renovación en el siglo XVIII al introducir nuevos descubrimientos científicos dentro de sus disputaciones. Adicional a esto, es importante nombrar el trabajo del Padre Juan de Velasco, quien continuaría con la exploración de plantas en su publicación sobre botánica donde estudiaría a 61 especies. Todo esto se dio en un ambiente que cada vez se abría más hacia la libertad de conciencia, puesto que fue en esta época, mediados del siglo XVIII que se importó la primera imprenta a Ecuador por parte de la orden de los jesuitas, así como también la primera vez que empezaron a funcionar los correos, algo que se vería interrumpido parcialmente con las guerras de la independencia y se debería retomar en el siglo XIX.

### El Real Gabinete de la Historia Natural

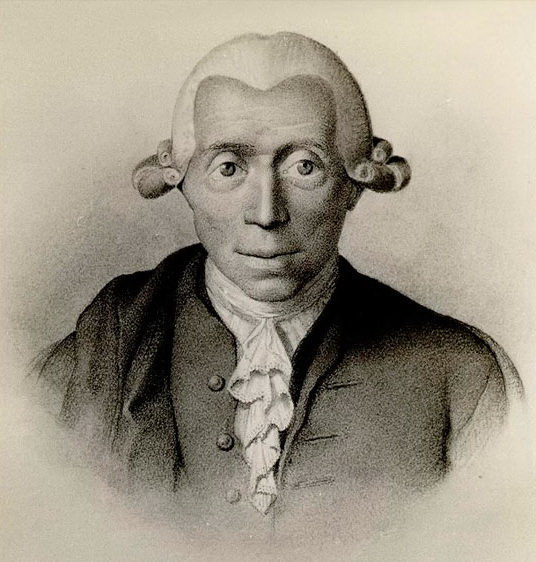
Pedro Franco Dávila, miembro de la Royal Society

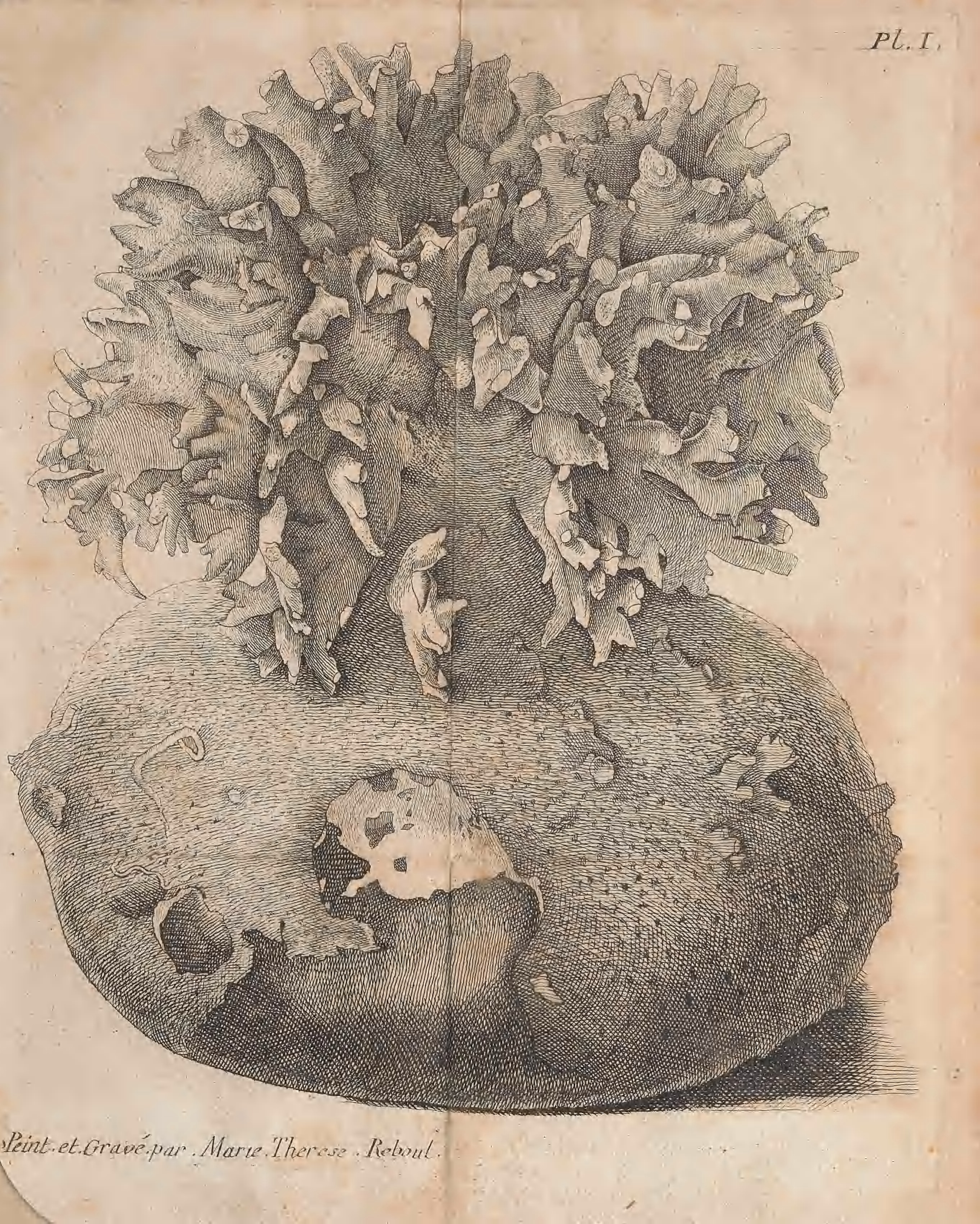
Ilustración del Catalogue systématique et raisonné des curiosités de la nature et de l'art qui composent le Gabinet de Pedro Franco Dávila

Es importante destacar la labor de Pedro Franco Dávila en la botánica. Sus esfuerzos se concentraron en Europa, donde viajó y desarrolló sus investigaciones, llegando a dirigir el Real Gabinete de Historia Natural de España. Su publicación más importante fue realizada en 1767 y publicada en París, llamado "Catalogue systématique et raisonné des curiosités de la nature et de l'art qui composent le Gabinet" publicado en tres tomos. Fue escrito en francés y publicado en ese país, teniendo como coautor a Jean-Baptiste Romé de l'Isle.
Franco Dávila, como director del Real Gabinete de Historia Natural, tenía su residencia en unas dependencias del mismo, y entre sus funciones estaban: velar por el buen orden y funcionamiento de la institución, impulsar las colecciones; identificar, valorar y ordenar los ejemplares botánicos, organizar las salas, solicitar recursos, entre otras cosas. Uno de esos informes de Dávila fue escrito en 1785 para Juan de Villanueva, en el que se recogía la estructura y ordenación que debería tener la futura sede del Real Gabinete en un edificio nuevo, que no llegaría a ser utilizado por el gabinete ya que sería más bien adecuado para convertirse en lo que hoy es el Museo del Prado. El catálogo desarrollado por Dávila le permitió ser miembro de varias academias de ciencia de Europa, dentro de las cuales se encuentra, la Academia Imperial de Ciencias de San Petersburgo a la que ingresó en 1767, la Academia de Berlín en 1767, la Real Sociedad Bascongada de Amigos del País en 1768, la Real Academia de la Historia de España de 1771, la Royal Society del Reino Unido en 1776 y la Academia de Anticuarios de Cassel en 1785.

### La expulsión de los jesuitas, la ilustración y la enciclopedia

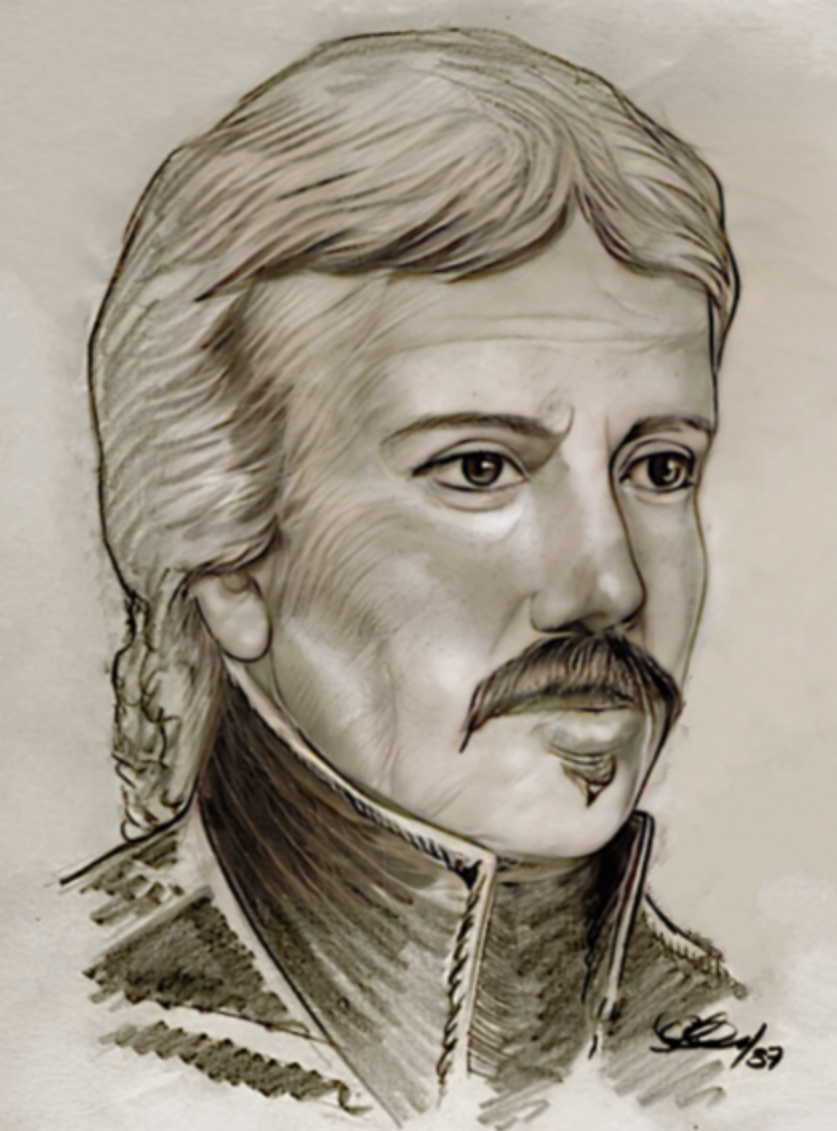
Antonio de Alcedo

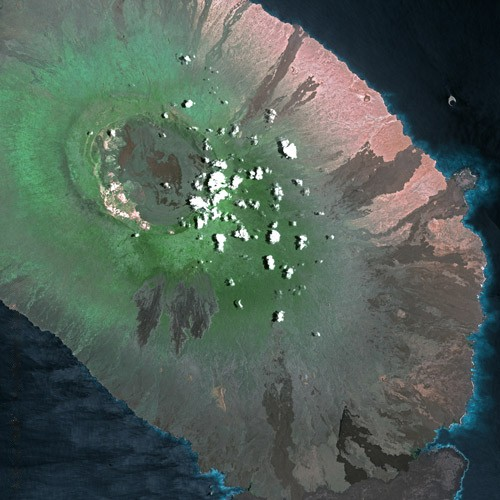
Volcán Alcedo en las Islas Galápagos

Tras el motín de Esquilache se determinaría la expulsión de los jesuitas lo que cambiaría por completo el ámbito científico en la Real Audiencia. Atrás quedarían las misiones hacia la amazonía en Maynas que habían caracterizado el siglo XVII e inicios del XVIII. También se truncaría el esplendor de los jesuitas que caracterizó el siglo XVIII hasta su expulsión. Esta decisión sería el fin definitivo de la escolástica que se había desarrollado en Ecuador y daría inicio formal a la ilustración. Un periodo que se marcó por las reformas a la monarquía española. La persona más importante de la ilustración fue Miguel de Jijón y León quien en su viaje a Europa estableció amistad con Pablo de Olavide, de quien era su confidente así como con la ilustración francesa, especialmente con Diderot. Jijón y León tuvo que enfrentar a la inquisición limeña, una institución que en sus inicios había servido para mantener el orden religioso y evitar el relajamiento de la moral y la herejía entre los cristianos nuevos especialmente, pero que en el siglo XVIII sería ahora utilizado en contra de la ilustración radical que se identificaba especialmente con Francia y la Enciclopedia. Esta influencia no se limitaría solamente a Miguel de Jijón puesto que Antonio de Alcedo desarrollaría una enciclopedia de los territorios de las dos Españas. Antonio de Alcedo y Bejarano fue un militar y geógrafo que se dedicó al estudio del continente americano que correspondía a los territorios de la monarquía española con el fin de levantar su Diccionario geográfico-histórico de las Indias Occidentales o América. Inspirado inicialmente en los trabajos el padre Giovanni Coletti, su enciclopedia logró mucha importancia especial, paradójicamente, en la monarquía inglesa que la consideraba fuente de conocimiento de primera mano de los recursos existentes en los territorios pertenecientes aún a la monarquía española a inicios de ese siglo.

### La Real Expedición Filantrópica de la Vacuna

Recorrido de la expedición Balmis

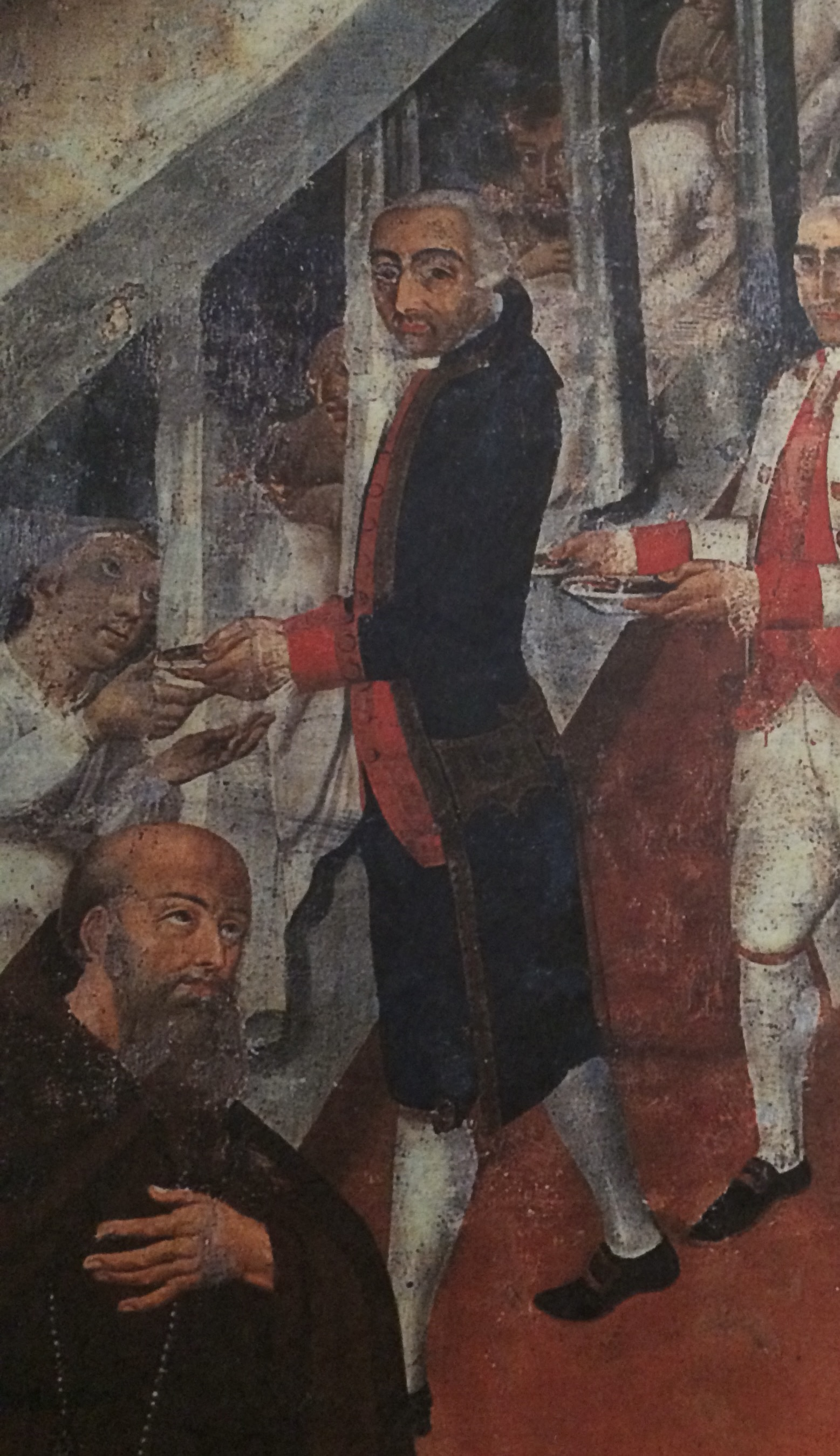
Eugenio Espejo en el Hospital San Juan de Dios

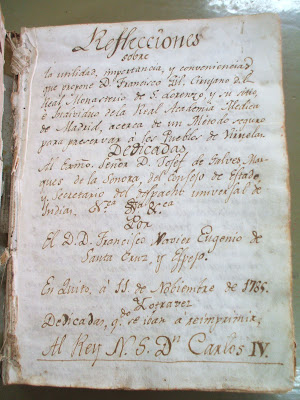
Manuscrito Eugenio Espejo titulado Reflexiones acerca de un método para preservar a los pueblos de las viruelas.

En el ámbito medicinal, es importante destacar la obra de Eugenio Espejo, a quien se le había encargado estudiar formas de erradicar las viruelas, algo que aquejaba constantemente a la ciudad de Quito en ese momento. Tal vez la más reciente y fuerte fue la epidemia de 1757, cuando Espejo era aún muy joven, sin embargo esto fue un tema recurrente dentro de los territorios de la monarquía española por lo que en medio de una época ilustrada, se buscaba encontrar una solución científica a este hecho. Ante este pedido, Espejo terminó su publicación en 1785 con el título de Reflexiones acerca de un método para preservar a los pueblos de las viruelas." Aquí se esbozan formas de prevención y erradicación de esta enfermedad. Dentro de las reformas que planteó se incluía la higiene en la ciudad, la profilaxis en general, y la organización de los hospitales para tomar en cuenta los tipos de enfermedades antes que las diferencias sociales. No es ajeno al conocimiento general que Espejo también tuvo enfrentamientos con las autoridades coloniales de ese tiempo, a pesar de su erudición y reconocido talento. Dentro de su defensa jurídica, a través de sus cartas enviadas a la península, Espejo había logrado impresionar a los consejeros del Rey quienes analizaron todas sus razones en su defensa y terminaron inclinando la voluntad real en favor de Espejo, a quien calificaron de una persona con un estilo admirable. Fue por esta razón que el rey dispuso al virrey de Nueva Granada que informara minuciosamente sobre el por qué de la prisión de Eugenio Espejo antes de una resolución definitiva que a todas luces parecía favorable. Además se había decretado que se publique una segunda edición de las Reflexiones acerca de las viruelas. La tragedia de este hecho fue que todo lo sucedido había ocurrido después de la muerte del autor en la cárcel a manos de las autoridades coloniales.
Sin embargo, a pesar de la tragedia, la campaña contra la viruela continuaría con la Real Expedición Filantrópica de la Vacuna también conocida como la Expedición Balmis, que constituyó la primera vacunación organizada a nivel internacional para erradicar una enfermedad. Esta se desarrollaría apenas ocho años después de la muerte de Espejo, desde 1803 a 1806 a lo largo de todos los territorios americanos y peninsulares de la monarquía española. Solamente quedarían fuera las islas filipinas. La expedición filantrópica se realizaría ya que el rey Carlos IV apoyó y sufragó con los recursos necesarios al médico de la corte, el doctor Balmis, en su idea de una vacunación masiva de niños a lo largo del imperio. La principal causa estaría en que la hija del Rey, la infanta María Teresa, había fallecido a causa de la enfermedad años antes. 

### La Real Expedición Botánica de Nueva Granada

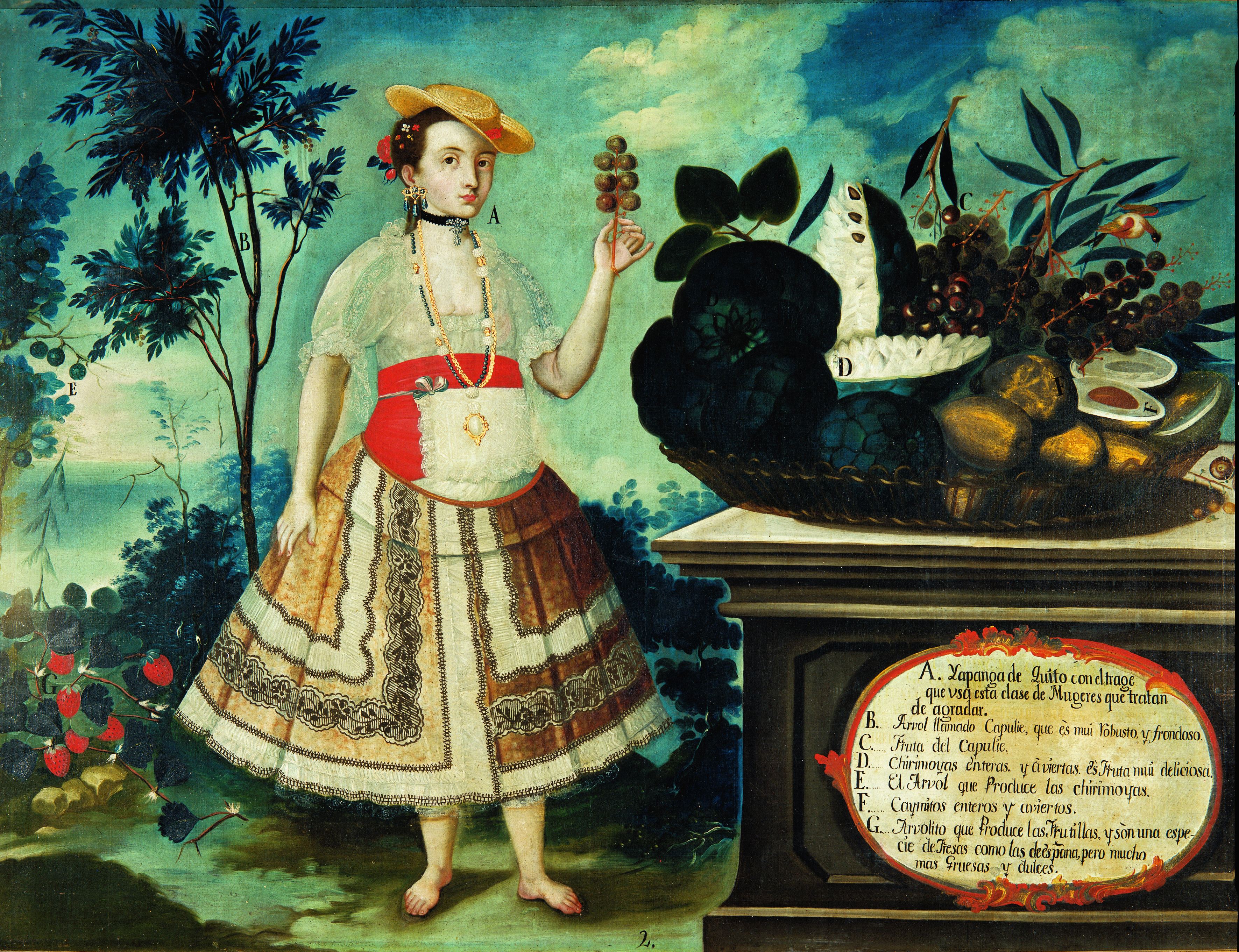
Pintura de Vicente Albán de la portada del libro de Eduardo Estrella titulado "José Mejía: Primer Botánico Ecuatoriano"

Además de la Misión Geodésica Francesa, en la Real Audiencia de Quito ya que en este siglo pasó de ser parte del Virreinato del Perú, al Virreinato de Nueva Granada a partir de las reformas Borbónicas, formaría parte de la Real Expedición Botánica de Nueva Granada. Esta fue en resumen un inventario de la naturaleza del Virreinato de Nueva Granada realizado por José Celestino Mutis durante el reinado de Carlos III.
En esta expedición tendría un papel fundamental José Mejía Lequerica, quien fue un botánico y etnobotánico destacado durante el siglo XIX. Aprendió de Anastasio Guzmán, quien fue un botánico de Andalucía y llegó a Quito en 1801. En sus investigaciones, Mejía Lequerica, logró describir nuevos géneros de vegetales y lo hacía siempre con un sentido práctico resaltando sus aplicaciones para mejorar la salud de las personas. De manera similar a cómo Pedro Vicente Maldonado con la Misión geodésica, Mejía Lequerica entabló amistad con los científicos que formaron parte de la Expedición Botánica que había empezado en 1783 con José Celestino Mutis como su principal líder y que dentro de la Real Audiencia de Quito tenía un principal interés por el estudio de las quinas de Loja. Para ello, Mejía Lequerica envío desde Quito a Bogotá esqueletos de plantas, descripciones botánicas en latín y varias láminas. Su gran proyecto se encuentra en el libro Plantas Quiteñas. 
Sus descubrimientos serían complementados con el apoyo de los pintores José Gabriel Rivera, Xavier Cortés y Vicente Albán. Este último haría una serie de seis cuadros que describe tanto la flora nativa de los virreinatos así como aspectos culturales en la vestimenta y clasificación social. A través de sus cuadros empezaría la transición de un arte más religioso hacia uno más realista que se desarrollaría a partir del siglo XIX.

## SigloXIX

### La Real Expedición Botánica del Perú

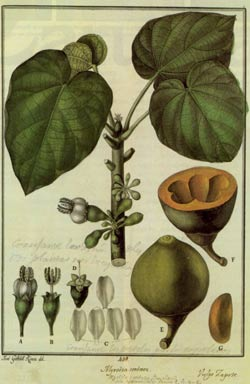
Flora Huayaquilensis

Además, enmarcada en la otra real expedición, esta vez La Expedición Botánica al Virreinato del Perú, es destacable que desde los años 1799 hasta 1808 los botánicos peninsulares Juan Tafalla Navascués, José Pavón, Hipólito Ruiz López, y Juan Agustín Manzanilla, recorrieron las principales zonas de la región costa con el objetivo de recopilar ejemplares de flora en las tierras de Guayas, Los Ríos y Manabí. Sus resultados los publicaron en Flora Huayaquilensis. También investigaron los Andes, en especial la quina de Malbucho, Lita, Cuenca, Loja y Jaén. Lograron describir 32 especies distintas y se publicó posteriormente libro titulado Flora Quitensis.
Sus estudios estuvieron inéditos hasta 1989 cuando Eduardo Estrella Aguirre descubrió y rescató algunos documentos de los archivos del Real Jardín Botánico de Madrid, institución que nació fruto de las investigaciones botánicas de Mutis en el Virreinato de Nueva Granada. Ahí logró probar que Juan Tafalla Navascués también había hecho viajes a la Real Audiencia de Quito, a pesar de que la expedición era en el Virreinato del Perú. Estos documentos corresponden a lo que se definió como la "Cuarta división" de la expedición de Ruiz y Pavón en Perú y Chile. En Flora Huayaquilensis no solo se describen plantas existentes en la Real Audiencia de Quito sino también se identifican los lugares de este territorio. Estos descubrimientos impulsaron a Eduardo Estrella a fundar el Museo Nacional de Medicina en la ciudad de Quito.

### Las expediciones de Humboldt y Bonpland

El Naturgemälde donde Humboldt describe las plantas de acuerdo a su altitud en relación con el volcán Chimborazo.

Alexander von Humboldt y Aimé Bonpland estuvieron en Ecuador de 1802 a 1803 donde desarrollaron sus colecciones botánicas. Bonpland escribió: "Ensayo sobre la Geografía de las Plantas" (1805); "Cuadros de la Naturaleza" (1808); "Monografía de las Melostomáceas" (1806-1823). En compañía del novohispano Carlos de Montúfar (desde 1802), recorrieron diez mil kilómetros en tres etapas. Las primeras dos fueron en Sudamérica partiendo de Cumaná y Caracas, y en el Alto Orinoco, visitando La Esmeralda y el río Casiquiare. La segunda, de Bogotá a Quito, por los Andes. Por último, la tercera, recorrió la Nueva España, donde obtuvo las autorizaciones necesarias para recorrer el vasto territorio, con la condición de que no revelara esa información al Gobierno de los Estados Unidos. Logró recopilar gran cantidad de datos sobre el clima, los recursos naturales, la orografía, la flora y la fauna de la región. En la Nueva España, se levantó, bajo su dirección, el primer censo nacional, e, impresionado por la riqueza y por la forma del territorio, lo calificó como "el cuerno de la abundancia". Realizó importantes estudios de los volcanes de Ecuador, entre los cuales se encuentra el Chimborazo que es el punto más alejado del centro de la tierra, al que subió. En su publicación titulada Naturgemälde, realizó un mapa de las plantas acorde a su altitud, usando a este volcán como referencia. En total el ascenso fue hasta los 5917 metros sobre el nivel del mar, puesto que 300 metros antes de llegar a la cima el ascenso empezó a mostrar complicaciones. Esta decisión, completamente entendible, puesto que no había rutas de subidas anteriores y la nieve los estaba cubriendo por completo, no empaño sin embargo el hecho puesto que nadie había subido tan alto nunca. Ni siquiera los aeronautas con los primeros globos que se construyeron en Europa. Esto sería un gran precedente a los estudios científicos en Ecuador puesto que el Chimborazo sería el protagonista de la tercera misión geodésica.

### La teoría de la evolución y la independencia

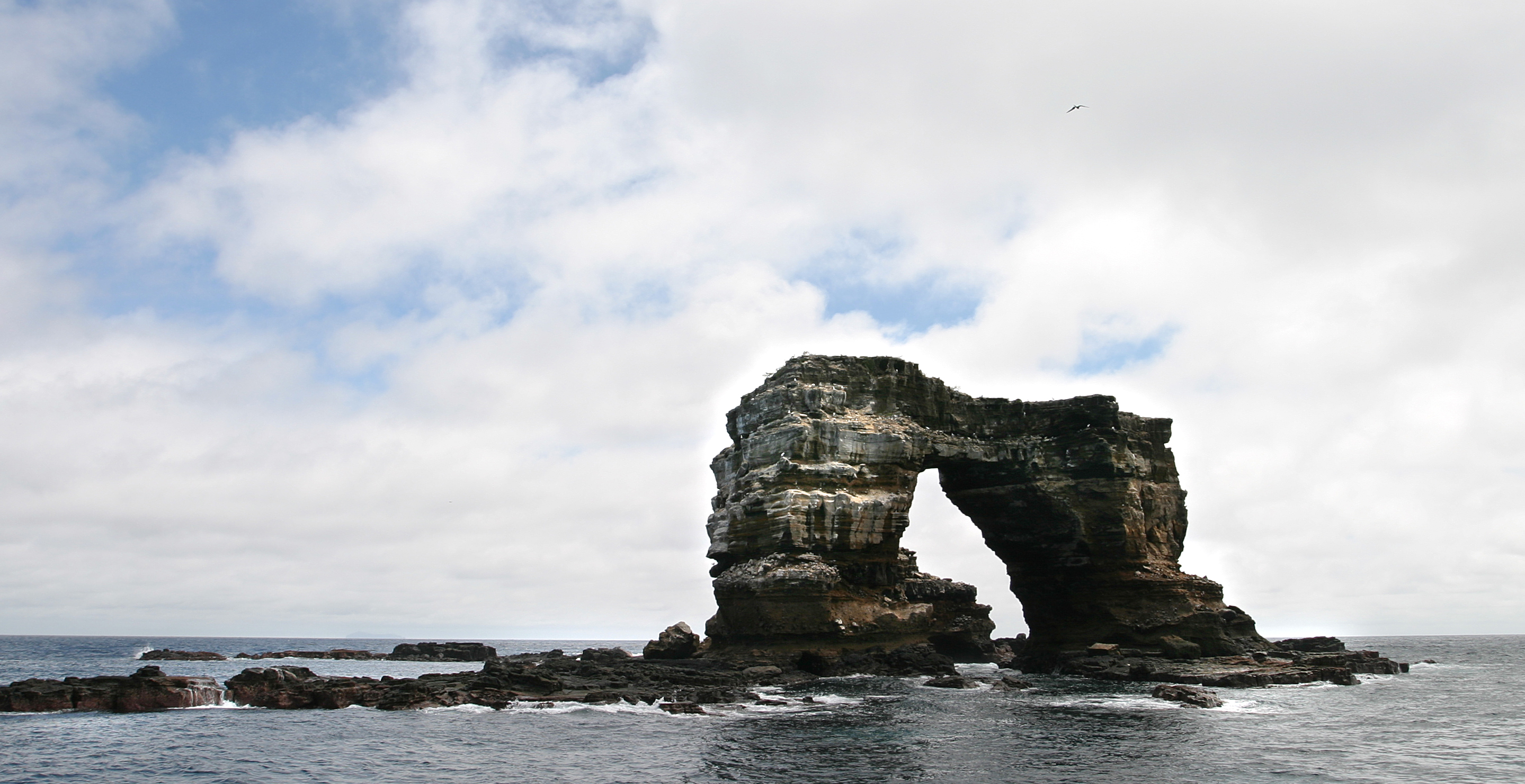
El Arco de Darwin, en la isla homónima, que colapsó en 2021 debido a la erosión natural.

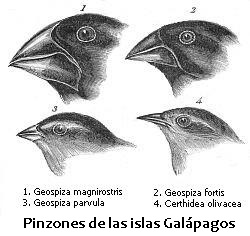
Pinzones de Darwin, estudiadas en las Islas Galápagos en el.

Tal vez el hecho científico más importante en la historia de Ecuador corresponde al desarrollo de la teoría de la evolución, inspirada en las observaciones de las islas Galápagos por Charles Darwin. Pocos años después del inicio del Estado ecuatoriano, Charles Darwin visitó las Islas Galápagos como parte de sus viajes a partir del cual desarrollaría su teoría de la evolución. La elección de las islas se debe a que son geológicamente jóvenes por lo que Darwin buscó un lugar donde poder observar mutaciones entre animales a partir de las cuales poder extrapolar estos cambios a la generación de especies. A esto se suma el hecho de que en la línea ecuatorial convergen la corriente ecuatorial del norte conocida como corriente cálida de El Niño y la corriente ecuatorial del sur conocida como corriente fría de Humboldt. A estas dos se suman la corriente de Cromwel que en conjunto ayudaron a que los animales a través de sus migraciones lleguen a las Islas Galápagos. Aquí encontró variedades de pinzones que terminaron inspirando a la creación de la teoría. En su honor se nombró la Isla Darwin en el archipiélago, donde se encuentra también el Arco de Darwin formado de piedra natural que en algún momento habría sido parte de esta gran estructura que se encuentra a menos de un kilómetro de la isla principal de Darwin.
Dado que la Isla Darwin no está abierta a las visitas por tierra los únicos visitantes son los que vienen a bucear; incluso en este caso, debido a la distancia de la isla principal, sólo un número limitado de buques de crucero viene aquí. La vida marina en Darwin es diversa, con grandes cardúmenes de peces. Las aguas de la isla atraen a los tiburones ballena de junio a noviembre, y a tiburones punta negra. Además se pueden encontrar tortugas verdes, mantarrayas y delfines.

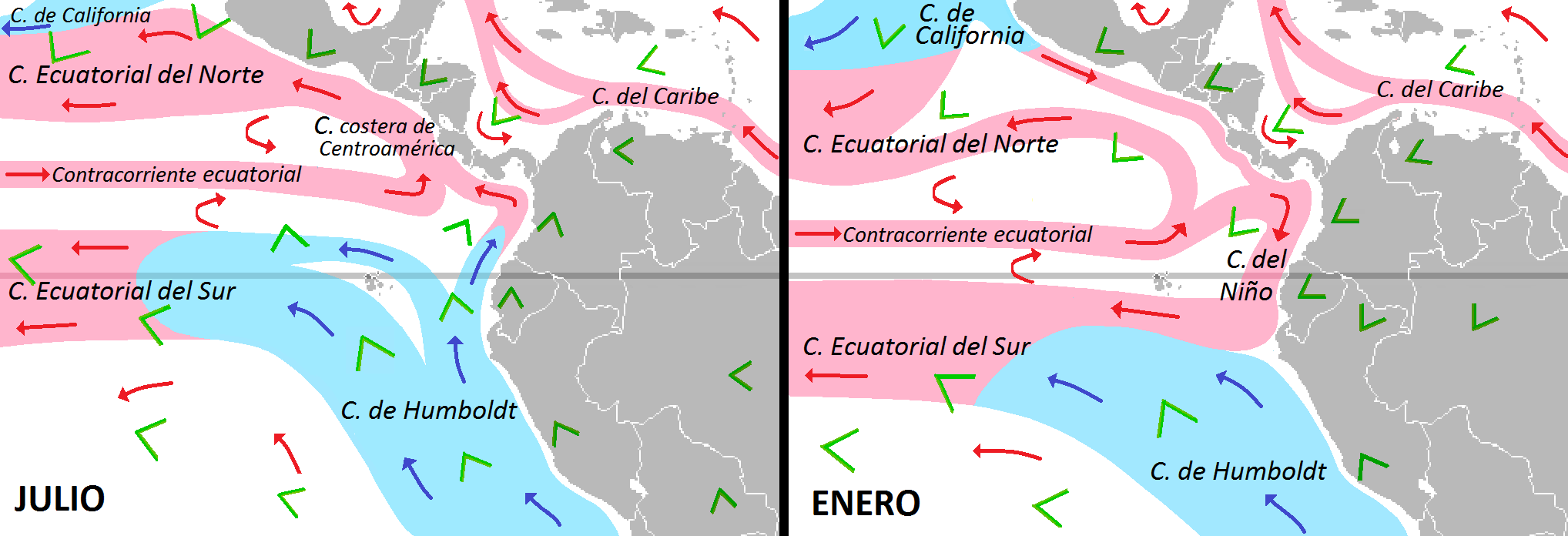
A la izquierda, confluencia de la corriente de Humboldt con la corriente de El niño durante el invierto boreal. A la derecha, confluencia de la corriente del Niño con la corriente de Humboldt durante el verano austral.

### La geografía y botánica en los inicios de la república

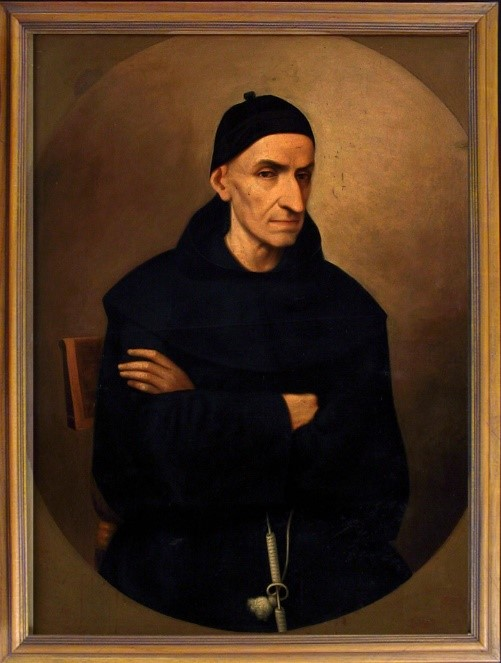
Fray Vicente Solano, el cura ilustrado

Durante la independencia, por su parte Fray Vicente Solano también se dedicó a la ciencia, especialmente como naturalista, siguiendo a la Real Expedición Botánica y a las expediciones de Humboldt. Escribió "Plantas Andinas", "Plantas emenagogas", "Plantas Vulnerarías", "La guayusa" entre otros. Solano los divulgaba a través del periódico que él mismo había fundado. De esta forma difundía los últimos conocimientos científicos hechos por otras personas así como sus propios descubrimientos, haciendo sugerencias para continuar con los estudios como en el siguiente extracto:
"Loja es un jardín botánico y no el lugar preferente en que se debe estudiar la zoología, sino Guayaquil. Allí puede el naturalista ecuatoriano hacer descubrimientos en la ictiología, en la entomología, en la herpetología y en la ornitología"
Dentro de la independencia también fue importante el rol que tuvo Vicente Rocafuerte. Su interés por las nuevas tecnologías, sobre todo el impulso de la electricidad para alumbrar a las ciudades, así como su lucha contra la epidemia que sufría Guayaquil en esa época marcaron su vida, así como su presidencia que se caracterizó por el impulso de la educación como uno de los pilares principales.

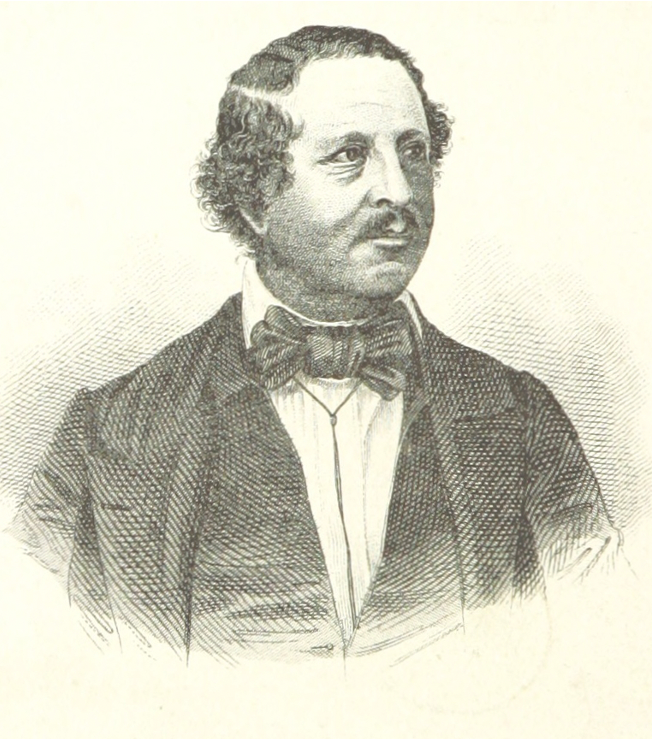
Manuel Villavicencio

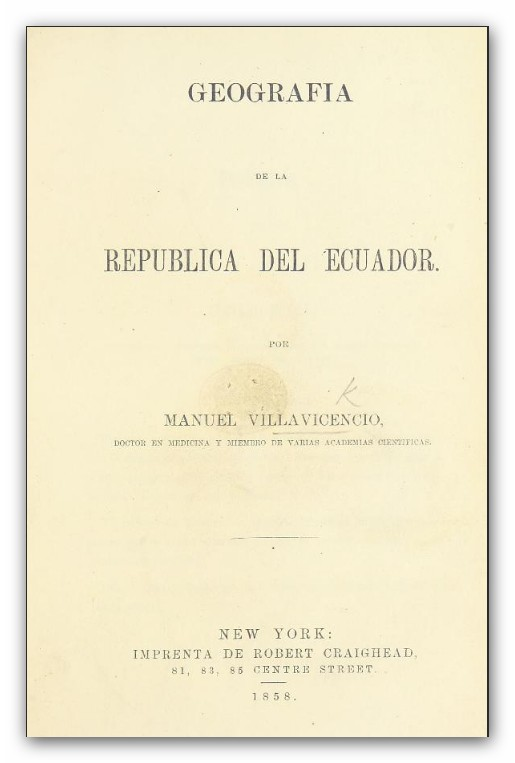
Geografía de la República del Ecuador

Fue importante además el médico, geógrafo y arqueólogo Manuel Villavicencio. Sería famoso por levantar el primer mapa de Ecuador desde su independencia, basándose en los trabajos de Maldonado y Humboldt. A este mapa lo complementaría con su importante "Geografía del Ecuador" que es un verdadero tratado que reúne información orográfica, arqueológica, histórica y botánica sobre el nuevo país. Esto le convirtió a Villavicencio en uno de los científicos más destacados del siglo XIX. Exploró toda la Amazonía, de la cual fue nombrado gobernador por el presidente Urbina. Ahí estudiaría sus plantas, visitaría a las comunidades shuar y experimentaría con la ayahuasca, anotando sus efectos para su posterior publicación. Se esforzó por desarrollar esta región a partir del impulso de la agricultura y apertura de nuevos caminos. También estudio los Andes, incorporó los datos históricos que recogió de Juan de Velasco (su historia fue editada recién en siglo XIX), calculó la altura de los principales volcanes y montañas para completar el trabajo que había empezado Humboldt. Fue discípulo del importante científico inglés William Jameson, a quien se refirió siempre como su mentor y sería el responsable de que a pesar de haber estudiado medicina se enfoque en el estudio de la naturaleza. La exploración del oriente sería continuada años más tarde por Enrique Vacas Galindo. Por su parte el estudio de la botánica empezado por Jameson continuaría años más tarde con el trabajo de Luis Sodiro.

### El regreso de los jesuitas: Sodiro, Wolf y Menten

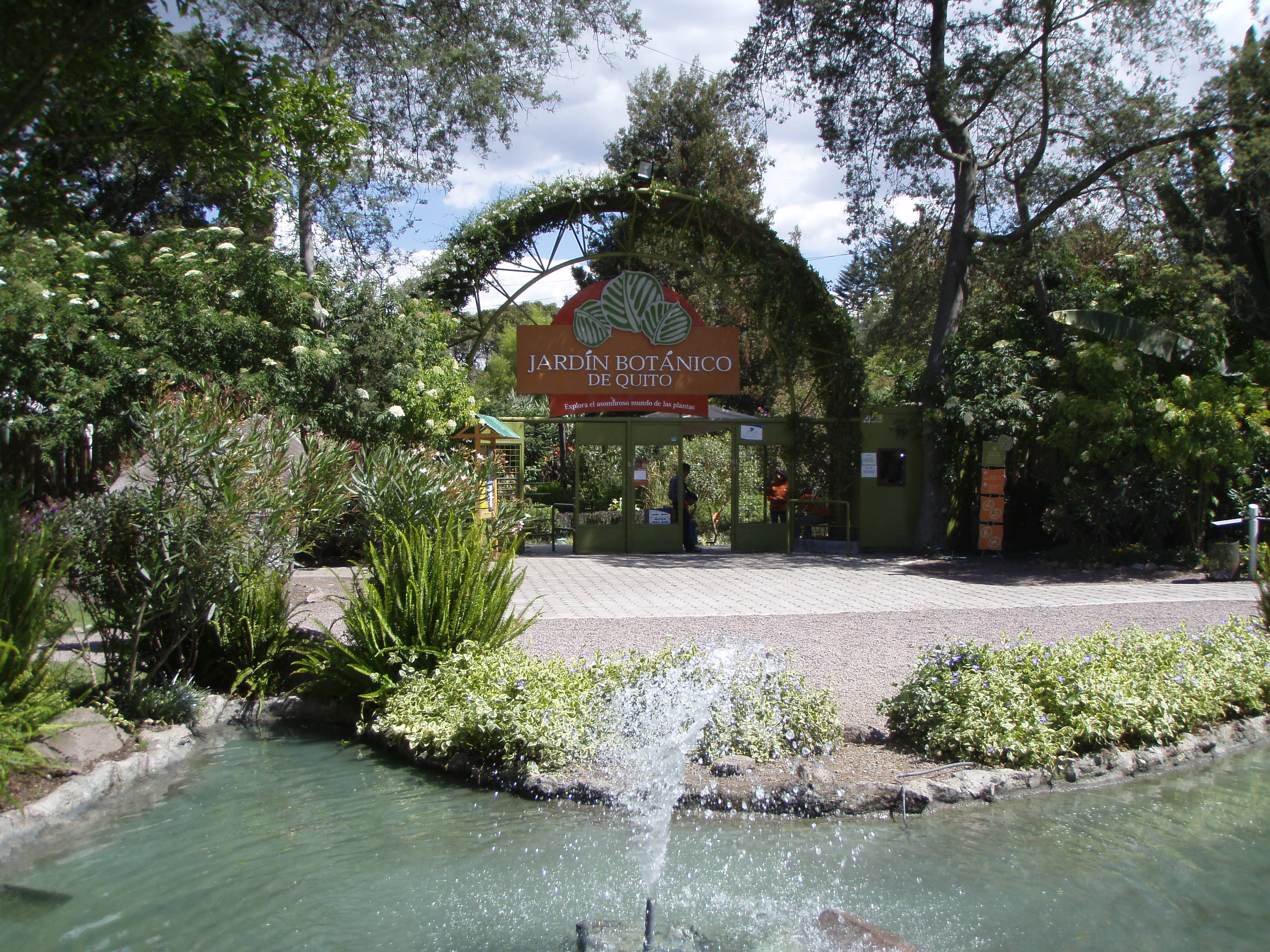
El Jardín Botánico de Quito, fundado por Luis Sodiro

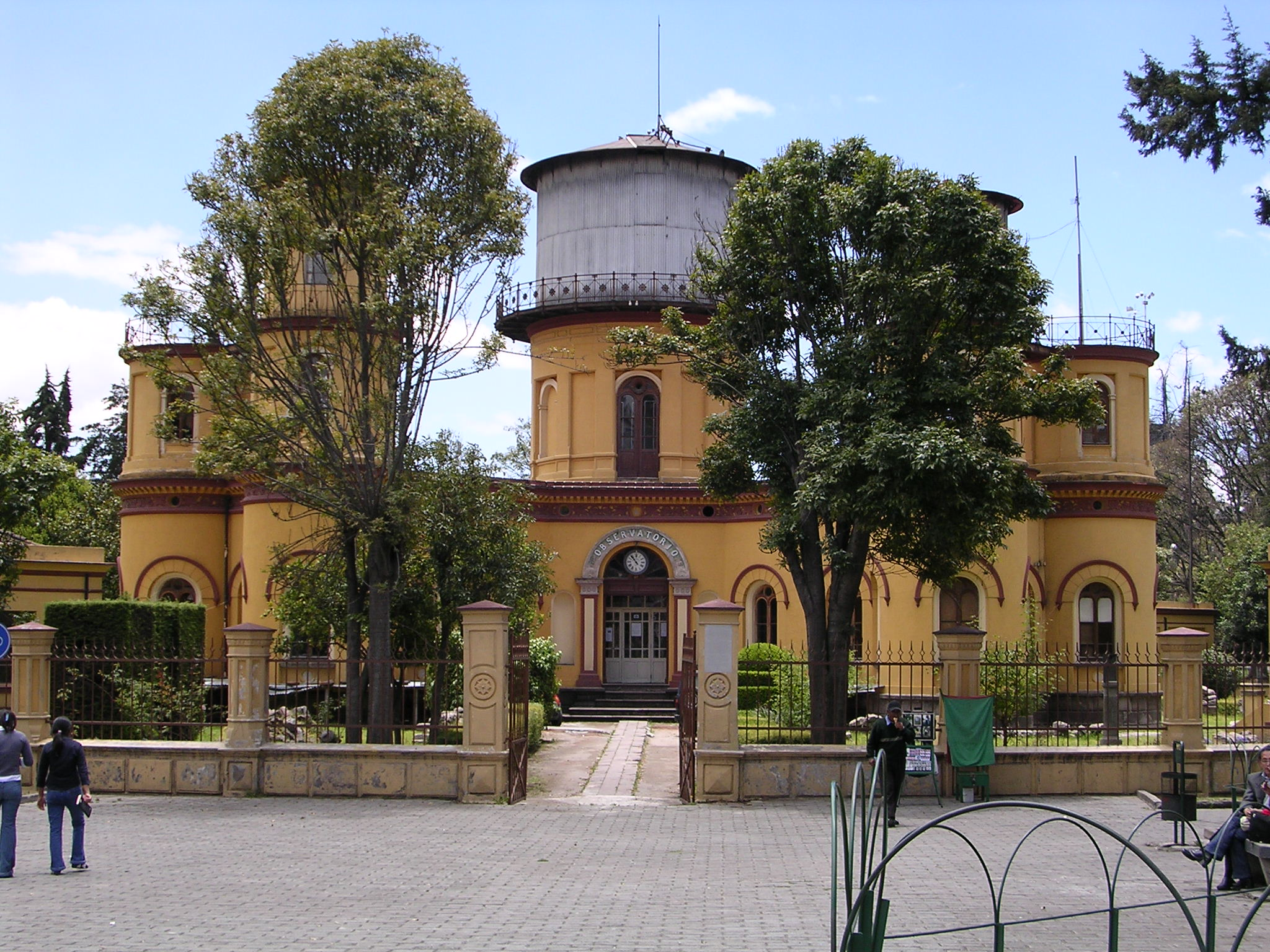
El Observatorio Nacional de Ecuador, fundado por Juan Bautista Menten

El impacto que tuvo este descubrimiento fue grande, especialmente en Franz Theodor Wolf quien realizó varias exploraciones en las islas Galápagos 1875 orientadas al estudio de la geología y botánica principalmente. Publicó seis artículos al respecto y con su trabajó difundió las ideas de Charles Darwin en Ecuador a través de sus cátedras que impartía en la Escuela Politécnica. Al ser miembro de la Compañía de Jesús, su vocación religiosa y sus intereses científicos fueron explorados en sus reflexiones y enseñados en sus clases. Con las ideas de Wolf empezaría la influencia del darwinismo en la sociedad ecuatoriana, que pueden ser estudiadas tanto en las notas de clase de Geología de Miguel Alberto Egas, como por lo escrito en su autobiografía. Augusto Martínez, nacido en la provincia de Tungurahua se dedicó al estudio de la Geología y de Botánica, publicando "Una contribución al estudio de la flora de la Provincia de Tungurahua", incluida en la: "Monografía Científica de la Provincia de Tungurahua" publicada en Quito en 1893.
Por su parte, Juan Bautista Menten, se dedicó al estudio de la astronomía y la física en la recién fundada Escuela Politécnica Nacional, dentro del gobierno de Gabriel García Moreno, quien aprovechó la expulsión de los jesuitas en Alemania para recibirlos en Ecuador con el fin de impulsar la ciencia. García Moreno, antes de su presidencia había realizado estudios científicos en Europa y también había realizado investigaciones volcánicas antes del inicio de su vida política por lo que su presidencia se caracterizó por un fuerte impulso de la ciencia en general. Gracias a ello se construyó el Observatorio Nacional con el objetivo de ser una institución científica referente para los estudios astronómicos desde la mitad del mundo. El impulso que Moreno le dio a la ciencia serviría para que en el siguiente siglo se realizara la segunda misión geodésica francesa.
Si bien todos los aportes anteriores son dignos de destacar, el mayor esfuerzo corresponde probablemente a Luis Sodiro, quien recolectó en todo el Ecuador, aunque especialmente en los alrededores de Quito, ejemplares de flora importantes, llegando a tener un herbario privado tiene 22.000 colecciones que al momento se encuentra en la "Biblioteca Aurelio Espinosa Pólit" en la ciudad de Quito. Además de esto fue el primer director del Jardín Botánico de Quito. Es por esta razón uno de los científicos ecuatorianos que acumula mayor número de epónimos: 297 en total. Entre ellas podemos encontrar por ejemplo:
- (Alstroemeriaceae) Bomarea sodiroana Kraenzl.

- (Annonaceae) Guatteria sodiroi Diels

- (Apiaceae) Bowlesia sodiroana H.Wolff

- (Araceae) Philodendron sodiroi Hort.

### El Telégrafo, el Ferrocarril Transandino y el Tranvía

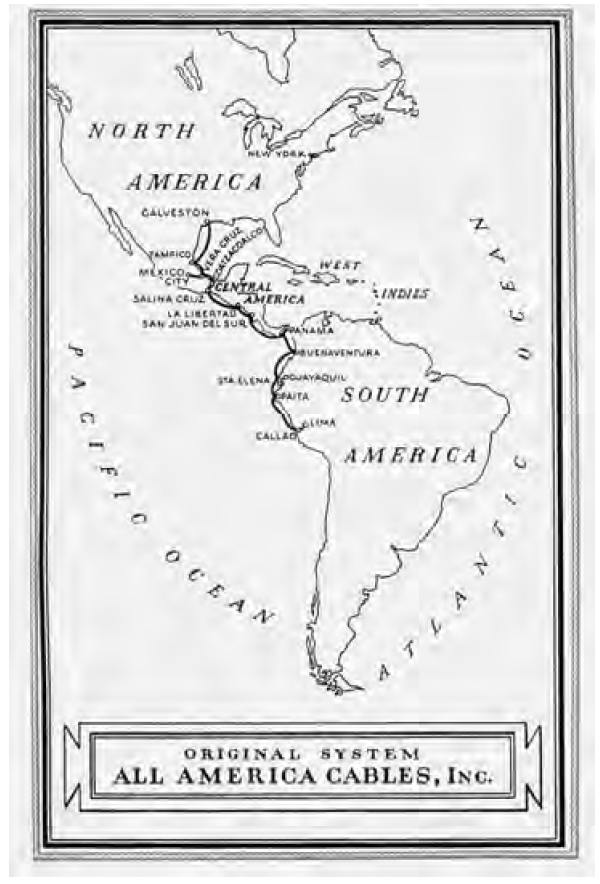
Mapa original del sistema por cable de All American Cable, obtenido de Historia de las Telecomunicaciones de Ecuador

Linea del Ferrocarril Transandino de Ecuador

Ya en el siglo XVIII se habían importado las primeras imprentas y desarrollado los correos, este progreso se habría detenido por las guerras de independencia. Sería a partir de la segunda mitad del siglo XIX que se retomaría el avance para mejorar la comunicación en Ecuador. Los principales medios de comunicación fueron pues el telégrafo que comunicó a Ecuador con el resto del mundo, el ferrocarril que comunicó a las dos ciudades principales de Ecuador, Quito y Guayaquil, y por último el tranvía que sirvió de medio de transporte en estas ciudades.
Respecto al telégrafo, sería durante la segunda presidencia de García Moreno que empezaría el proyecto. Concretamente, el 4 de septiembre de 1871, se autorizaría el establecimiento de telégrafos eléctricos en las carreteras principales de ese país. Asimismo, el 6 de octubre se colocaría un cable submarino que pase por Guayaquil y otras costas de Ecuador con el fin de lograr el acoplamiento telegráfico. Esta conexión se realizaría con la Central and South American Cable and Telegraph Company. Las estaciones estarían en Buenaventura en Colombia, Salinas en Ecuador y en el Callao en Perú.
Por otro lado, el Ferrocarril Transandino es la principal línea férrea de Ecuador que conecta las dos ciudades más grandes del país: Guayaquil, el puerto fluvial principal, con Quito, la capital. Su construcción se inició en 1872 y tiene una extensión de 452 km. La primera locomotora empezó el 18 de julio de 1873 desde la estación de Yaguachi; al año siguiente, el 1 de mayo, empezó a funcionar el primer servicio regular, entre Yaguachi y Milagro, ambas poblaciones de la provincia del Guayas, dado que la facilidad de transporte se prestaba de mejor manera en la región costera. Después de años de pocos avances, la construcción se aceleró cuando el general Eloy Alfaro llegó a la presidencia en 1895. El 17 de junio de 1897, el gobierno firmó un acuerdo con los contratistas Archer Harman y Edward Morley y al fin del año, se constituyó en Nueva Jersey la Guayaquil & Quito Railway Company, y comenzó la construcción en el año 1899.

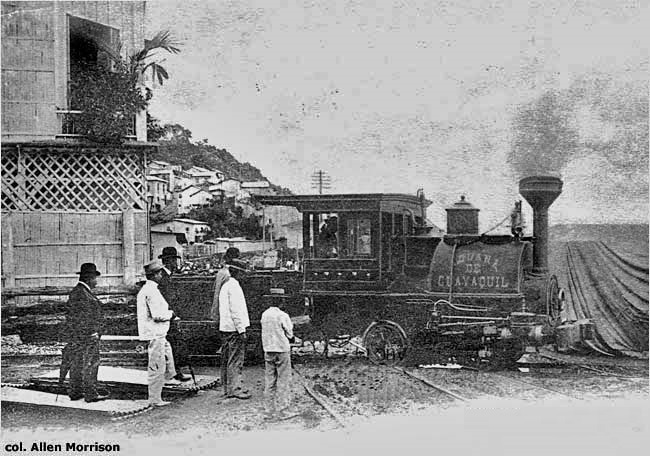
Ferrocarril de Aduana de Guayaquil

En 1905, el ferrocarril llegó a Riobamba, en la región andina central de ese país. Desde Riobamba, la construcción fue más fácil. Se llegó al punto más alto de Ruta Urbina (3604 metros) a finales de 1905. El tramo final que unió a Quito, fue el 25 de junio de 1908, cuando arribó la locomotora N° 8, conducida por el maquinista Arturo Munizaga.
Por último, el desarrollo del ferrocarril ayudó positivamente a la implementación de sistemas de transporte masivos en las ciudades. Anteriormente, en 1873, se existían simplemente carrozas de tracción animal (dos mulas que se deslizaban sobre rieles). Estos eran llamados también carros de sangre. Sin embargo a finales del siglo XIX empezó a funcionar el Ferrocarril de la Aduana. Ya para 1900, la Empresa de Carros Urbanos tenía 17 rutas. Por último, el 15 de enero de 1910 en esta misma ciudad empezaron a circular los primeros tranvías eléctricos. Cuatro años antes se había creado la Empresa de Luz y Fuerza Eléctrica, que se encargaba de dotar de electricidad a la ciudad. De la misma manera, cuatro años más tarde se inauguraría en Quito el servicio de tranvías eléctricos.

## SigloXX

### La arqueología, antropología y las misiones

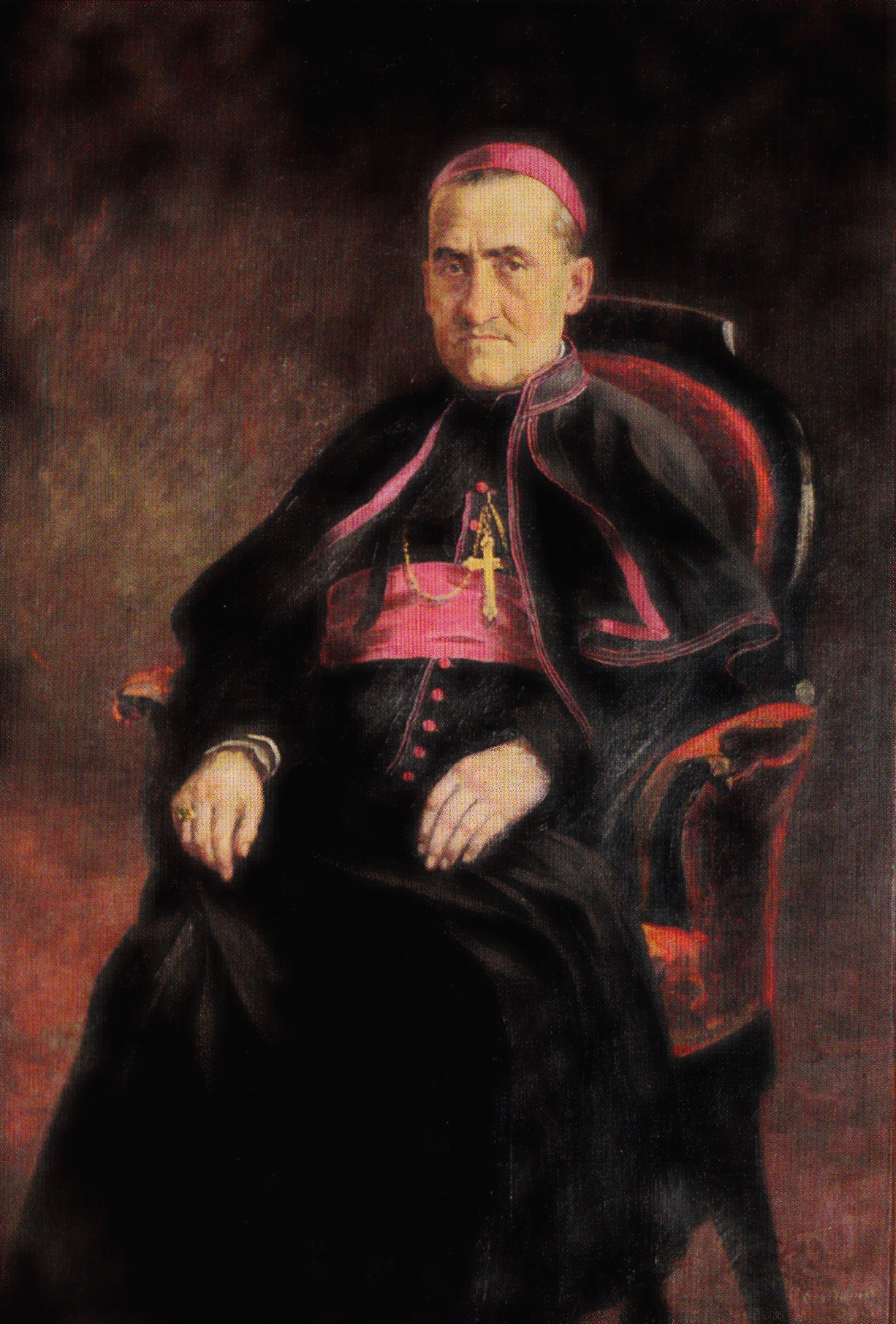
González Suárez, padre de la arqueología en Ecuador

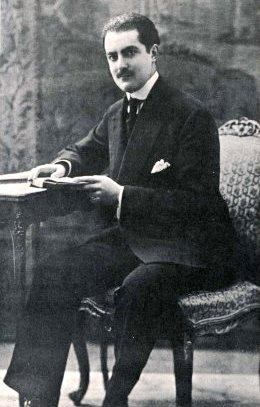
Jijón y Caamaño, discípulo de Gonzáles Suárez

Durante el inicio del siglo XX la antropología y la arqueología se desarrollaron mucho en Ecuador, de la mano de González Suárez y de su discípulo Jijón y Caamaño. En este siglo se desarrolló la Segunda Misión Geodésica Francesa, que tuvo como visitante destacado a Paul Rivet, etnólogo y que estuvo en Ecuador de 1901 a 1905 elaborando su teoría oceánica de la población del continente Americano. Jijón y Caamaño ayudó a Rivet en sus investigaciones antropológicas, de manera similar a como sucedió en la anterior misión en el siglo XVIII entre Maldonado y La Condamine. De esta manera se da inicio al estudio arqueológico y antropológico de las sociedades pasadas que poblaron primeramente la región. Además, como resultado de las investigaciones de  Jijón y Caamaño se llegó a la conclusión que la historia del Reino de Quito, escrita por el padre Juan de Velasco no tenía sustento en evidencia empírica. A estos estudios se suman los realizados por varios arqueólogos como Marshall Saville, Max Uhle, José Rumazo, Paul Rivet, René Verneau, Emilio Estrada Icaza, Clifford Evans, Betty Meggers, Frank Salomon.

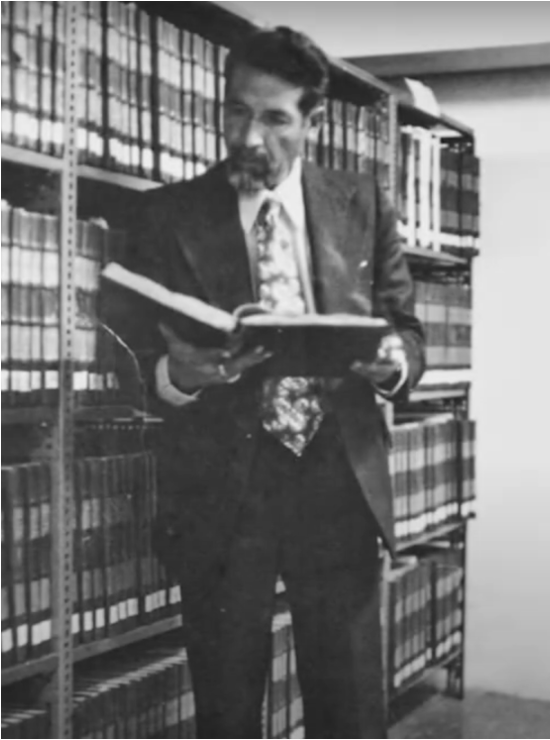
Alfredo Costales

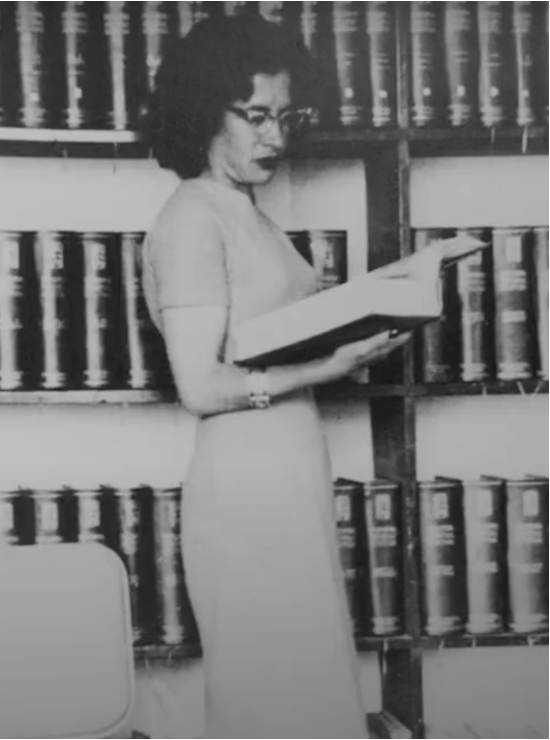
Piedad Peñaherrera

Los estudios antropológicos fueron continuando a lo largo del siglo, con la destacada participación de Piedad y Alfredo Costales, quienes serían los fundadores y pioneros de la antropología en Ecuador. A través de estudios lingüísticos, levantamiento de entografías y reconstrucción de los mitos estudiaron el origen de la cultura de Ecuador, desde la etapa preincaica de los Señoríos Étnicos de Ecuador, pasando por la historia afroecuatoriana del Reino Zambo de Esmeraldas. Publicaron un centenar de libros en conjunto que han permitido tender puentes entre las expresiones contemporáneas de folclore ecuatoriano con los ritos mitológicos de los pueblos prehispánicos. Entre los libros más importantes destaca "Quishihuar o El Árbol de Dios", una enciclopedia de la cultura de Ecuador. así como la "Historia social del Ecuador", que lo consideraban su obra más importante. Su investigación sobre los mitos de Ecuador forma parte fundacional de este corpus de publicaciones que después serían profundizado a través de los estudios de la mitología de la cultura jama coaque y la mitología afroecuatoriana.
Mientras tanto, las misiones en la Amazonía de Ecuador no se habían terminado. Uno de los más importantes misioneros fue sin duda Enrique Vacas Galindo en la región Amazónica. A través del despliegue de las misiones en la Amazonía del Ecuador se buscaba tomar control sobre este territorio, así como estudiar su flora y evangelizar a los indígenas que ahí vivían. Vacas Galindo fue uno de los misioneros más importantes durante la época republicana y sus investigaciones ayudaron a construir un nuevo mapa de Ecuador con mejoras respecto a los anteriores de Wolf, Villavicencio y Maldonado.

### La lucha contra las epidemias

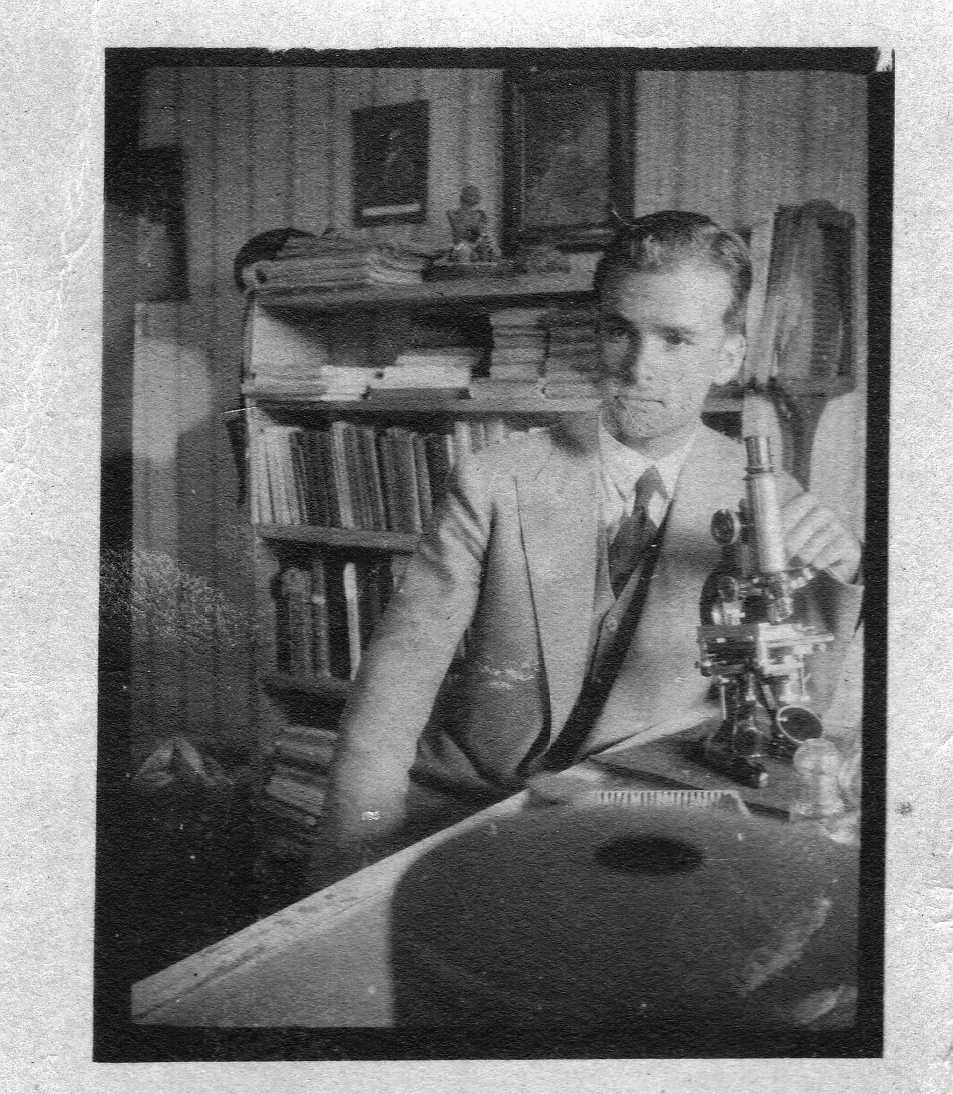
Jaime Rivadeneira

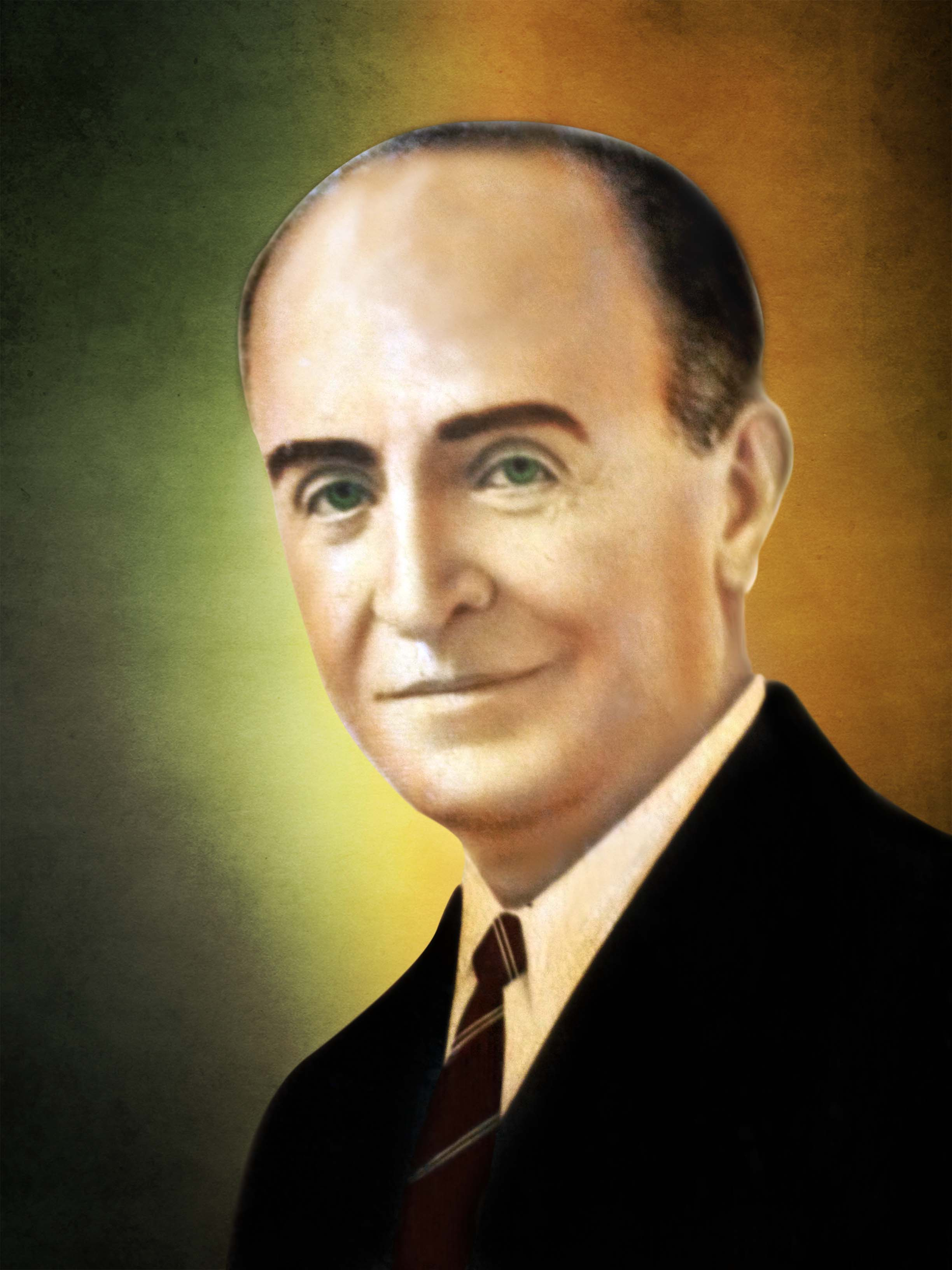
Leopoldo Izquieta Pérez

Al igual que Eugenio Espejo en el siglo XVIII o Vicente Rocafuerte en el siglo XIX, la lucha contra las enfermedades para mejorar la salud pública en Ecuador tuvo una vez más protagonismo en los primeros años del siglo XX. El hecho más importante fue durante la presidencia de Alfredo Baquerizo Moreno, quien contrató al bacteriólogo japonés Dr. Hideyo Noguchi para la campaña de erradicación de la fiebre amarilla que se estaba desarrollando en la Costa. De la misma manera, y años más tarde, en 1939, el Dr. Leopoldo Izquieta Pérez fundó el Instituto de Nacional de Higiene y Medicina Tropical, algo que terminaría finalmente en 1942. Esta institución tendría como objetivo el impulso de la ciencia, la salud pública y la educación en general. En la actualidad se llama Instituto Nacional de Investigación en Salud Pública (INSPI), ubicado en la ciudad de Guayaquil.
Además de ello, en la sierra destacó Jaime Rivadeneira un médico importante en el campo de la anatomía patológica y trabajó para erradicar la malaria en el norte de Ecuador, especialmente en los valles cercanos a Quito e Ibarra. Su campaña la realizó con el estudio de la distribución de larvas del mosquito en los valles para identificar las zonas donde crecían. Para erradicarla se eliminaron las zonas en las que se pudieran reproducir las larvas de Anopheles, los criaderos, y luego utilizando una mezcla de Queroseno y petróleo para evitar que las larvas pudieran adherirse a las superficies. Además se trabajó en el drenaje de aguas estancadas de la zona.

### Los inicios de la radio y el teléfono

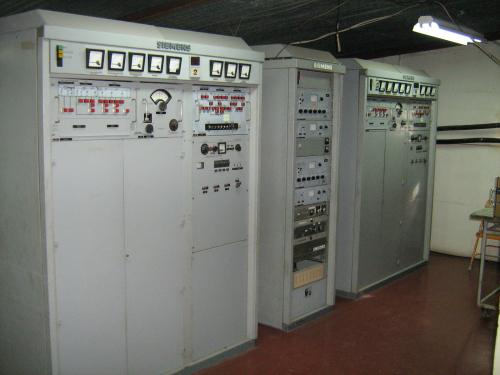
Transmisor de banda única Siemens en la estación radial de HCJB en Pifo, Ecuador.

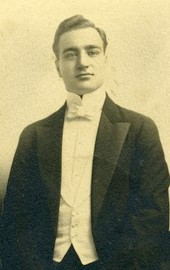
Carlos Cordovez Borja, pionero de la ingeniería electrónica en Ecuador.

La radio formalmente empezó en Ecuador en 1925 con las emisiones en un inicio experimentales y con poca continuidad desde la Estación El Prado, en la ciudad de Riobamba. Fue realizado por Carlos Cordovez Borja, ingeniero electrónico pudo construir un transmisor de 50 vatios de potencia, de onda corta. La primera emisión fue en 1925 operando en la onda de 45.31 metros, y en 6.618 kilociclos. Además de esto fue Gerente de la General Electric de Guayaquil y también participó en la instalación de la luz eléctrica para la ciudad de Cuenca. Seis años más tarde se fundaría la estación HCJB, "La voz de los Andes" que fue la primera estación radial con programación diaria en Ecuador. Además fue la primera estación radial misionera en el mundo. Fue fundada en 1931 por Clearence W. Jones, Reuben Larson, y D. Stuart Clark.
En la siguiente década, en 1943, se crea desde el Gobierno Nacional la empresa pública de radio Internacional del Ecuador. Tenía como fin operar los servicios de telegrafía internacional y los servicios de telefonía de larga distancia. En 1957 esta empresa importaría las nuevas máquinas que contaban con las técnicas telegráficas de teleimpresores.
En la década de los cuarenta, en 1947 específicamente bajo el gobierno de Velasco Ibarra se contrataría con la empresa Ericsson la instalación de dos plantas de teléfono automáticas para Quito y Guayaquil. Terminaría implementándose un año después con Galo Plaza Lasso. El servicio automático de teléfonos operaría masivamente a partir del año 1950 en la ciudad de Quito gracias a la construcción de la Central de la Urbanización Mariscal Sucre con una capacidad inicial de 3 mil líneas y mil subscriptores.
Por último, igualmente destacado dentro de este periodo de guerras mundiales fue Peter Thullen, quien llegó huyendo de la guerra a Ecuador. Como matemático fue clave en el desarrollo de los modelos actuariales para la instauración de la caja del seguro, que posteriormente sería el Instituto de Seguridad Social (IESS).

### La ciencia y el conservacionismo ambiental

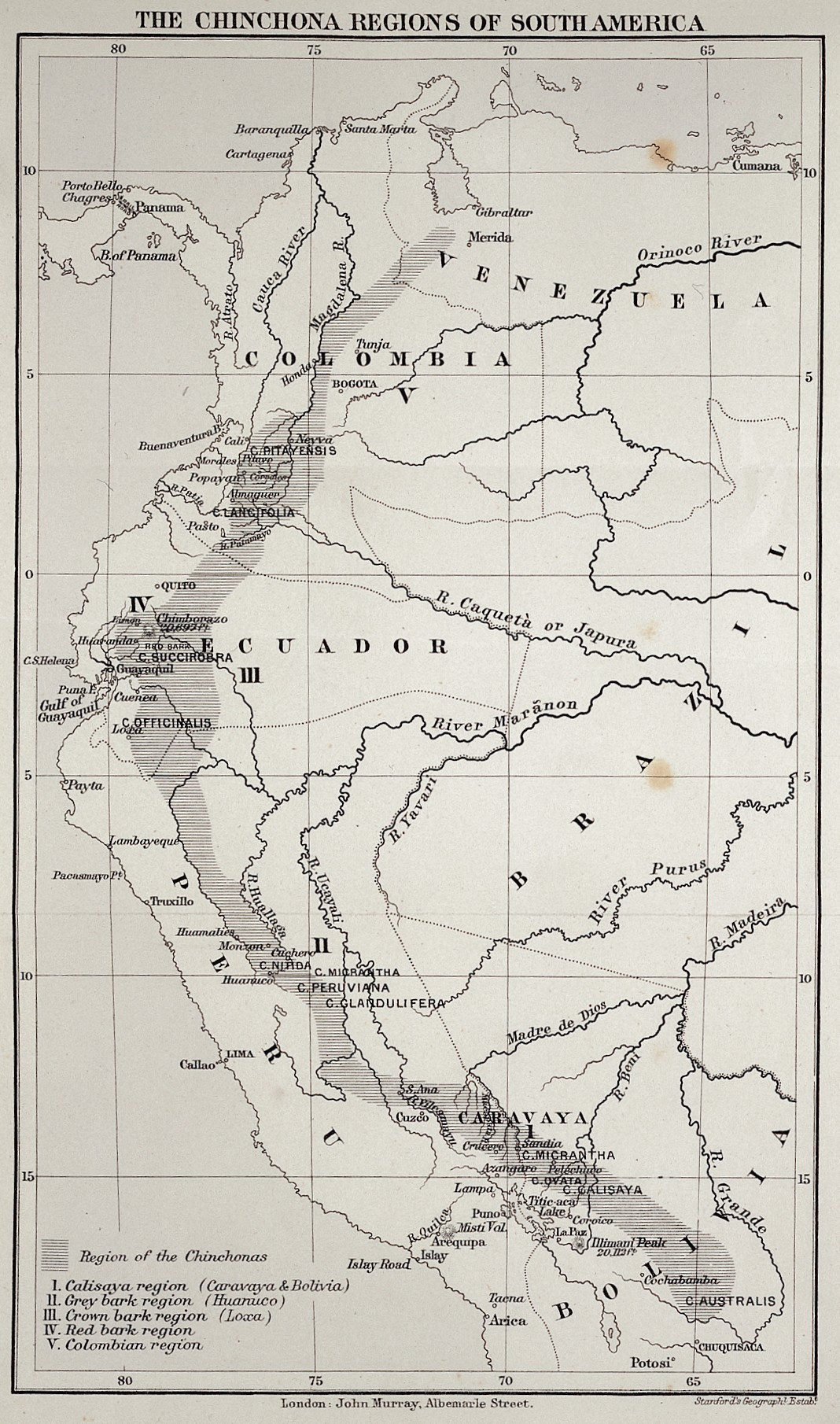
La región de la quina (chinchona) en los Andes donde participaría Misael Acosta Solís

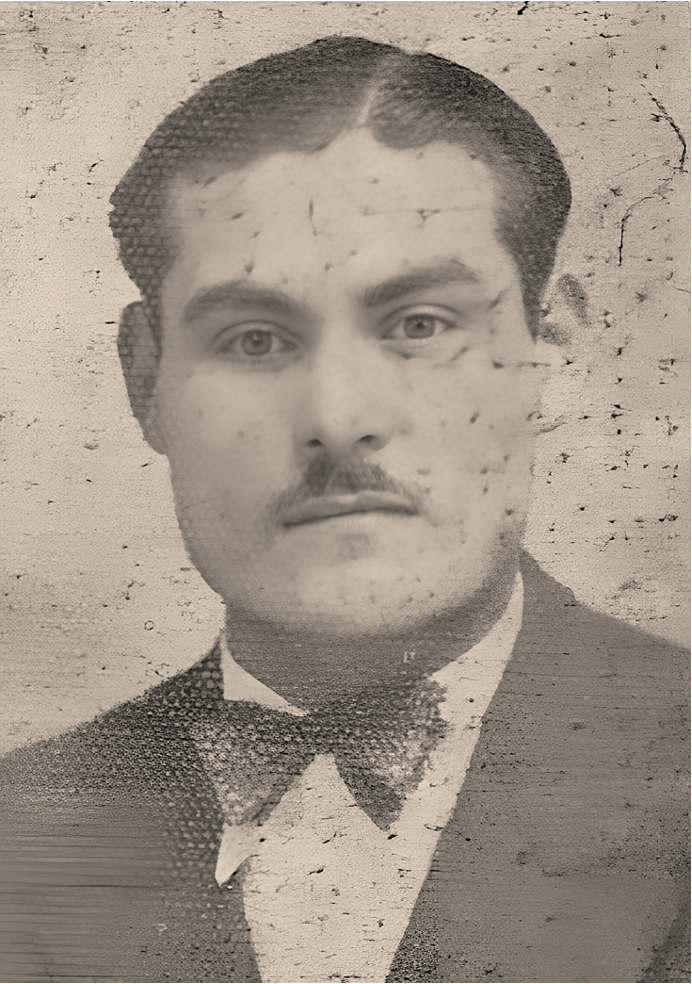
Retrato de Misael Acosta Solís, botánico y conservacionista

Padre Luis Mille continuó con las investigaciones de Luis Sodiro en el siglo XX y además fue profesor de botánica en los Colegios San Gabriel de Quito y San Felipe de Riobamba. Entre sus libros, los más importantes destacan: "Nociones de Geografía Botánica y Paleontología vegetal, aplicados a la flora ecuatoriana" publicado en Quito en el año de 1918. Además de esto es importante mencionar dos publicaciones adicionales "Nova Resencio Cryptogamarum Vascularium Ecuadoresium" y "Gramíneas ecuatorianas''. Su trabajo fue extenso y sus esfuerzos bastos por lo que en homenaje a su labor han sido nombradas algunas especies vegetales, como: "MiIIea ecuadorensis"; Bombax millei".
Además del Padre Mille, el mayor continuador de los esfuerzos de Sodiro, con un énfasis ahora en el sur de Ecuador fue Reinaldo Espinosa Aguilar quien realizó estudios en Alemania, fue Catedrático de Botánica y Genética en la Universidad Central hasta el año 1939, fue traductor al español de documentos oficiales y científicos a difundirse por la Rundfunkgesellschaften (RRG) en la Segunda Guerra Mundial.
En su regreso a Ecuador, cuando aceptó la cátedra en la Universidad de Loja, empezó a publicar sus estudios, dentro de los cuales son destacables las investigaciones: Contribuciones al conocimiento de la Vegetación y de la Flora del Ecuador (traducción del alemán), Estudios botánicos en el sur del Ecuador I, Estudios botánicos en el sur del Ecuador II y Inventario de la Flora de Loja.
Otra persona importante fue el Dr. Misael Acosta Solís, quien formaría parte de los botánicos de la Misión Americana de la Cinchona. Sus excursiones y catálogos florísticos debemos recalcar que fueron abundantes y tenían como objetivo catalogar por completo la Flora del Ecuador. Además trabajaría para la reforestación de Ecuador y lideraría expediciones científicas a las Galápagos junto a otros investigadores de la Universidad Central del Ecuador. Solís fue uno de los científicos más prolíficos de Ecuador y formó parte de importantes organizaciones internacionales como la National Geographic Society, o la UNESCO.

### La vulcanología y el descubrimiento del Volcán Chalupas

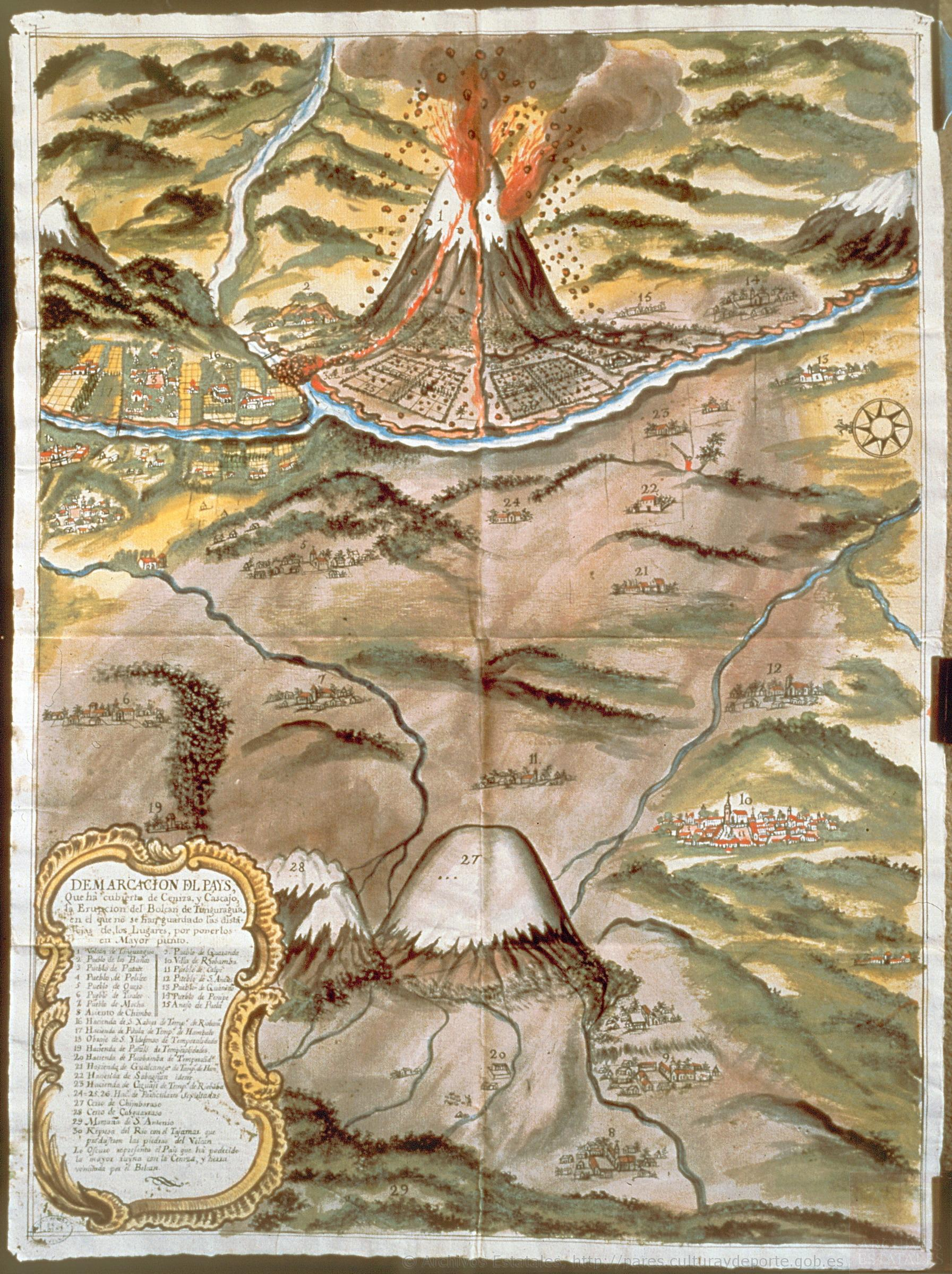
Erupción del Tungurahua, archivo de Indias

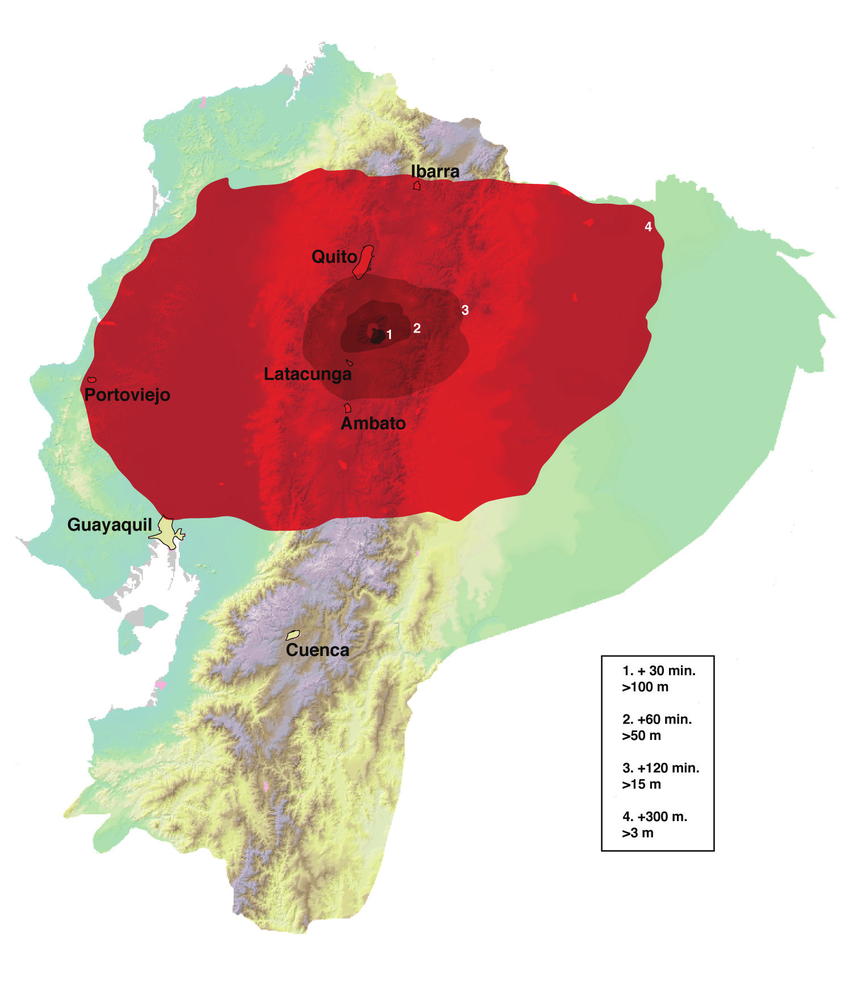
Alcance de una erupción del Volcán Chalupas

El estudio de los volcanes de Ecuador tiene una historia muy larga. Las primeras erupciones registradas por los cronistas se llevaron a cabo durante la conquista de Ecuador, en concreto cuando el volcán cotopaxi erupcionaría. El historiador Juan de Velasco se referiría al volcán cotopaxi en muchas de sus crónicas. Creía que pudo haber sido más alto que el Chimborazo pero en una erupción había perdido altura.En el siguiente siglo, se registraron muchas más erupciones, una de las más famosas fue en 1864, lo que causaría que García Moreno escriba una carta a Flores sobre la erupción del volcán Cotopaxi. Durante este siglo el andinismo se empezó a popularizar y el ascenso a estos volcanes se volvió mucho más frecuente. Uno de los pioneros en este sentido fue sin duda Luis A. Martínez quien después los plasmaría en pinturas realistas.
Asimismo en este siglo empezaría el estudio de los volcanes en las islas Galápagos, en especial a través de las investigaciones de Franz Theodor Wolf quien publicaría su obra llamada Geografía del Ecuador. Este estudio complementaría el realizado por Manuel de Villavicencio quien ya había medido la altura de los principales nevados de Ecuador. El estudio de los volcanes causó que se encuentren nuevos para los cuales se debía encontrar nombres. Por esta razón existen volcanes como el Wolf, Alcedo o Darwin que fueron nombrados en honor a importantes científicos.
Los volcanes forman parte importante de la vida de los ecuatorianos ya que este país está entre los quince con más volcanes del mundo. En total se han contabilizado cerca de 98 volcanes que se encuentran en estudio. De algunos se sabe más información que de otros. Quince de ellos son estratovolcanes, catorce de ellos son volcanes en escudo, que significa que tienen un gran tamaño y se formó a partir de capas sucesivas de erupciones fluidas. Además, treinta y un volcanes se encuentran activos, muchos de ellos cerca de zonas pobladas como el volcán Pululahua, Cotopaxi, y Tungurahua.
Uno de los descubrimientos más importantes se realizó en 1980 por el geólogo español José Manuel Navarro quien lograría definir el cráter de la caldera del volcán Chalupas.Este volcán es en realidad un super volcán que no se encuentra definido con una elevación sobre la superficie terrestre como los volcanes más conocidos. Además el diámetro del cráter es uno de los más grandes dentro de los Andes del Norte lo que ha motivado que se le nombre como supervolcán. Se cree que la frecuencia de erupciones es muy dispersa y la última se llevó a cabo hace 211 mil años antes de la actualidad, lo que crearía una capa de ceniza que se encuentra hasta ahora cerca de la ciudad de Latacunga.Este volcán fue estudiado por Theofilos Toulkeridis quien publicaría los posibles riesgos e implicaciones de una erupción de este supervolcán en un artículo titulado "Chalupas un super volcán ecuatoriano que amenaza a todo el planeta."

### El Museo Nacional de Medicina y la etnomedicina

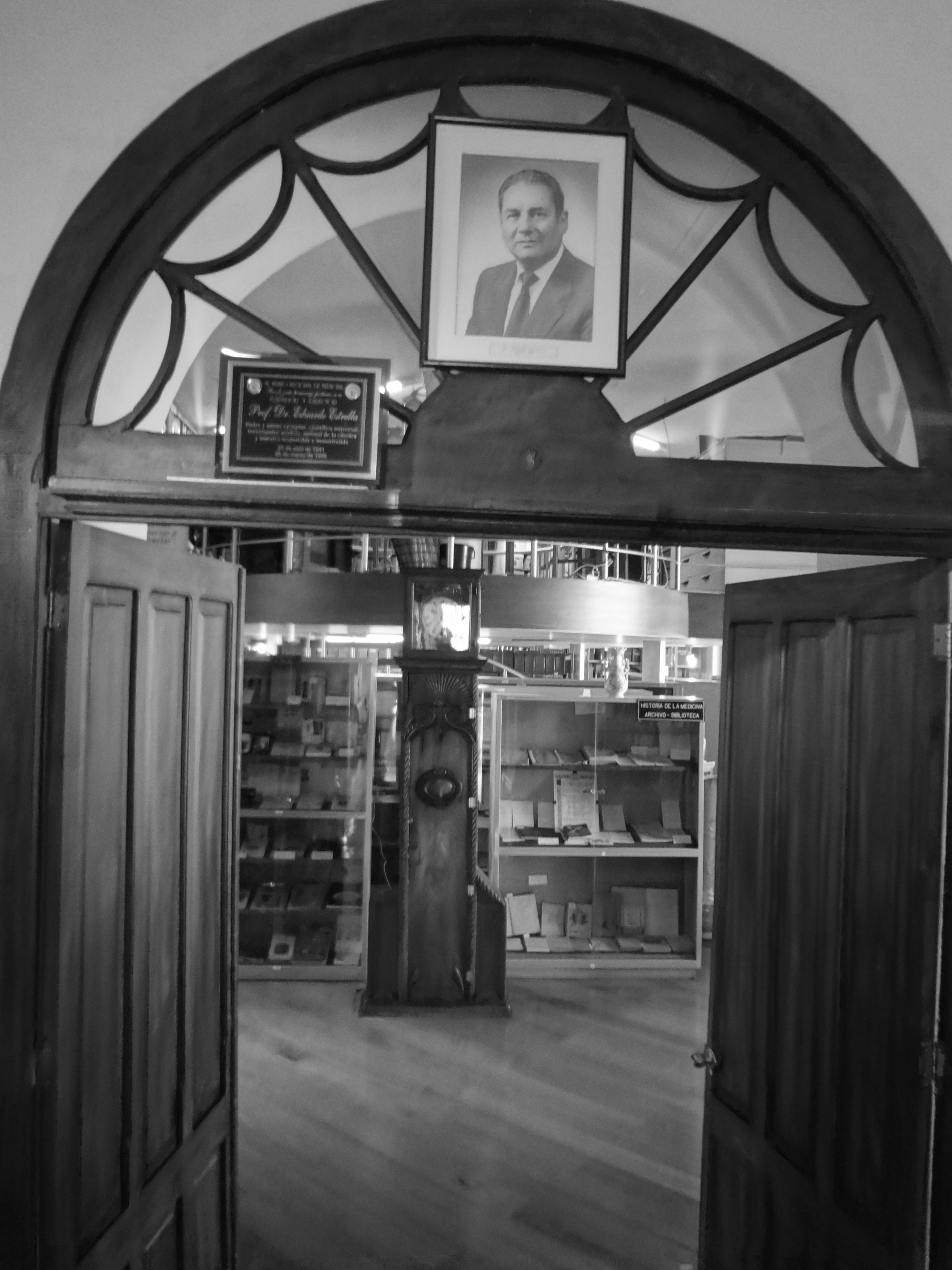
El Museo Nacional de Medicina, fundado en 1982

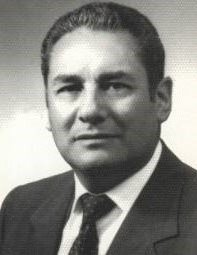
Eduardo Estrella Aguirre

Por otro lado, es de suma importancia la labor del Dr. Eduardo Estrella, quien ha contribuido al conocimiento de la historia de la botánica, siendo la más importante Flora Huayaquilensis: La expedición botánica de Juan Tafalla 1799-1808 quien había realizado expediciones en América del sur para clasificar y documentar plantas, sin embargo su trabajo se perdió y fue recuperado finalmente por Estrella al encontrarlos en los archivos del Real Jardín Botánico de Madrid. Además de esto, publicó investigaciones sobre botánica y medicina en Ecuador dentro de lo que destaca Medicina Aborigen, Estudios de Salud Mental, El Pan de América, José Mejía: Primer Botánico Ecuatoriano, De la Farmacia Galénica a la Moderna Tecnología Farmacéutica, Plantas Medicinales Amazónicas. Sus estudios fueron importantes en la consecución del Museo Nacional de Medicina fundado en la Universidad Central del Ecuador.
Su objetivo fue desarrollar la historia de esta ciencia desde sus inicios para retratar la relación de los habitantes de este territorio con la naturaleza que les rodea, en especial las plantas y como a través de ellas se han desarrollado medicinas, alimentos para mejorar la nutrición y la salud en general. A estos esfuerzos se deben nombrar a las siguientes personas que también contribuyeron en este sentido: El Dr. Plutarco Naranjo, con obras como el titulado "Índice de la Flora Ecuatoriano". El Profesor Jorge R. Tinajero quien contribuyó con publicaciones, como: "Plantas Compuestas", "Herbario del P. Luis Sodiro", además de ser traductor de otras obras importantes. Por último, el Profesor Efraín Ríos, quien escribió en Guayaquil un libro de Botánica Utilitaria, titulado: "Tratado de Plantas Medicinales Sudamericanas".
De esta manera, con los esfuerzos de todos estos investigadores se consolidaría no solo los estudios botánicos y medicinales, sino que también se institucionalizaría dentro de un museo esta ciencia que desde la medicina colonial hasta la actualidad ha tenido un desarrollo muy fértil y ha formado parte importante de la historia de ese país.  

### La computación y el internet

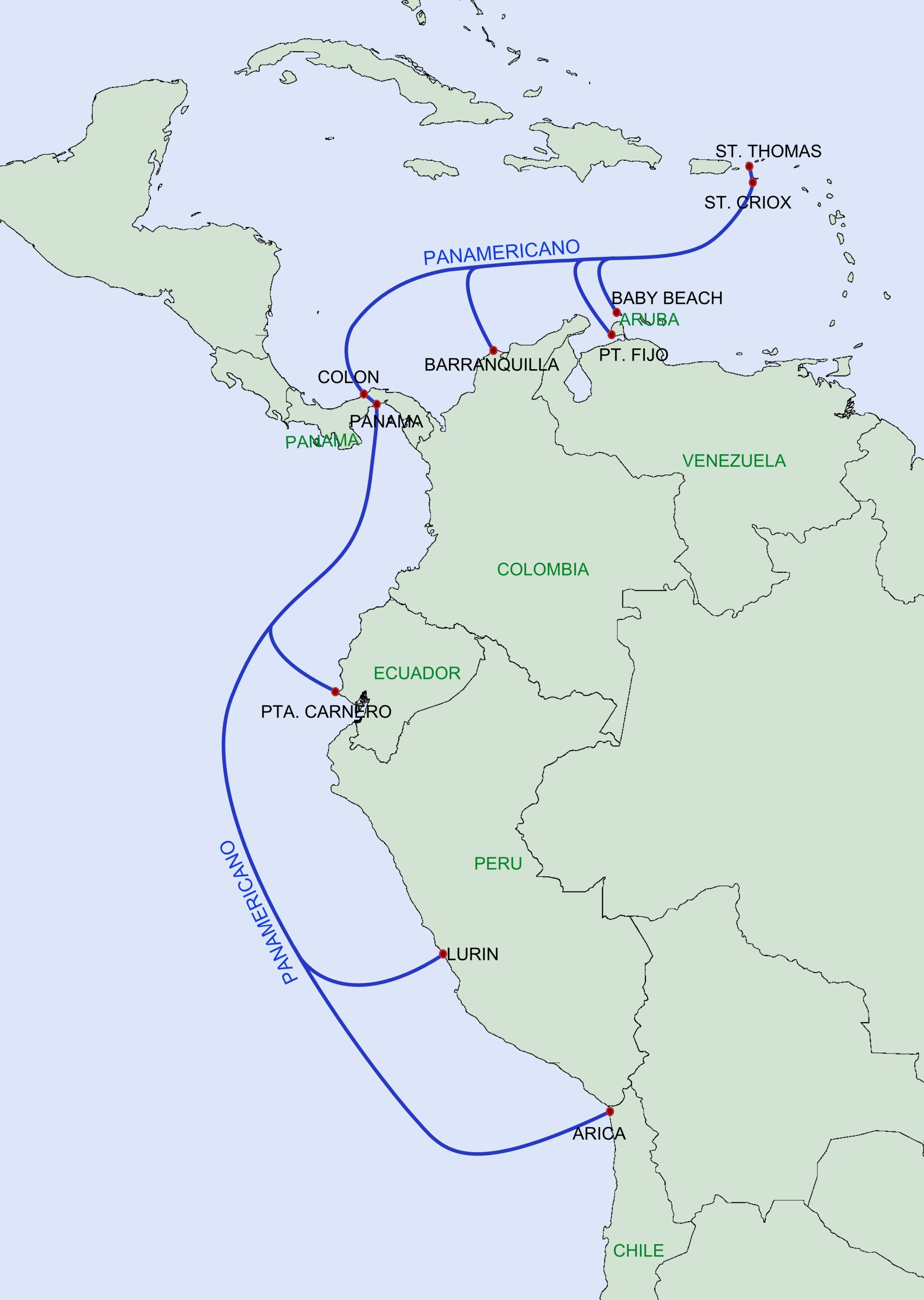
Cable submarino Panamericano

Una de las primeras máquinas, precursoras de la computación moderna fue construida por Octavio Cordero Palacios en 1902. Se trató de un ordenador mecánico llamado "Metaglota" que tenía como objetivo traducir idiomas. Su máquina fue exhibida en Quito en 1936. Esta fue su mayor invención aunque anteriormente ya había desarrollado una máquina que siguiendo un algoritmo calculaba la raíz cuadrada de un número dado. Sus intereses eran amplios y cubrían la ciencia, las matemáticas y el arte.
Años más tarde, el primer computador llegaría a Ecuador en 1967. Sería un IBM System 3 para uso del Banco del Pacífico. Este mismo banco sería el que impulsaría el internet en el año 1992 con EcuaNet. Todo esto sería impulsado por Marcel Laniado de Wind quien había conocido de una red de comunicación que el gobierno de Estados Unidos llamada Arpanet que servía para conectar computadoras del ejército, la armada y la aviación. Dos años más tarde, el proyecto del Cable Submarino Panamericano empezaría en 1994 con la suscripción de un ‘Memorándum de Entendimiento’ entre 15 empresas operadoras de servicios de telecomunicaciones de Bolivia, Perú, Ecuador, Colombia y Venezuela. El cable terminaría su construcción e iniciaría su operación en 1998.
Gran parte del desarrollo en este ámbito se lo debe a Marcel Laniado quien en su honor fue nombrada la central hidroeléctrica Daule Peripa. Además por su trabajo también fue escogido dentro del grupod 15 Notables de las Américas por la OEA gracias a su esfuerzo de integración Panamericana.

## SigloXXI

### El cambio climático y el Fenómeno de El Niño

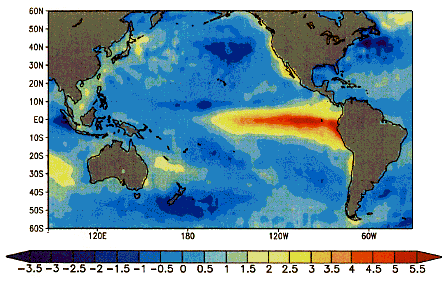
Mapa de las temperaturas anómalas durante diciembre de 1997

El conocimiento acerca del fenómeno de El Niño se remonta hasta la etapa prehispánica cuando las culturas de la costa comerciaban con la concha spondylus que se encontraba entre el Golfo de California y el Golfo de Guayaquil. Cuando la temperatura del agua incrementaba, la presencia de estas conchas aumentaba y las personas sabían que podía venir un aumento en las lluvias. Según la mitología de Ecuador, existe una deidad relacionada con los ríos llamada Pini, que se lo simbolizaba con una serpiente que vivía en un río y causaba una inundación. Después de la conquista el estudio de las corrientes marinas continuó en Ecuador. Una de las primeras menciones sobre este fenómeno se encuentra en la enciclopedia del ecuatoriano Antonio de Alcedo quien en la descripción breve de la historia de Paita, dice:

"Payta es una ciudad pequeña de la Provincia y Corregimiento de Piura del Perú, situada en la Costa de la mar del Sur... donde se desembarca para pasar por tierra a Lima y demás Provincias del Perú. La población está situada en un terreno arenisco que no produce yerva alguna, ni una sola gota de agua dulce [...] En Payta nunca llueve, y habiendo sucedido el fenómeno raro de llover en 1728, donde se arruinó la mayor parte."
Antonio de Alcedo - Diccionario Geográfico Histórico de las Indias Occidentales

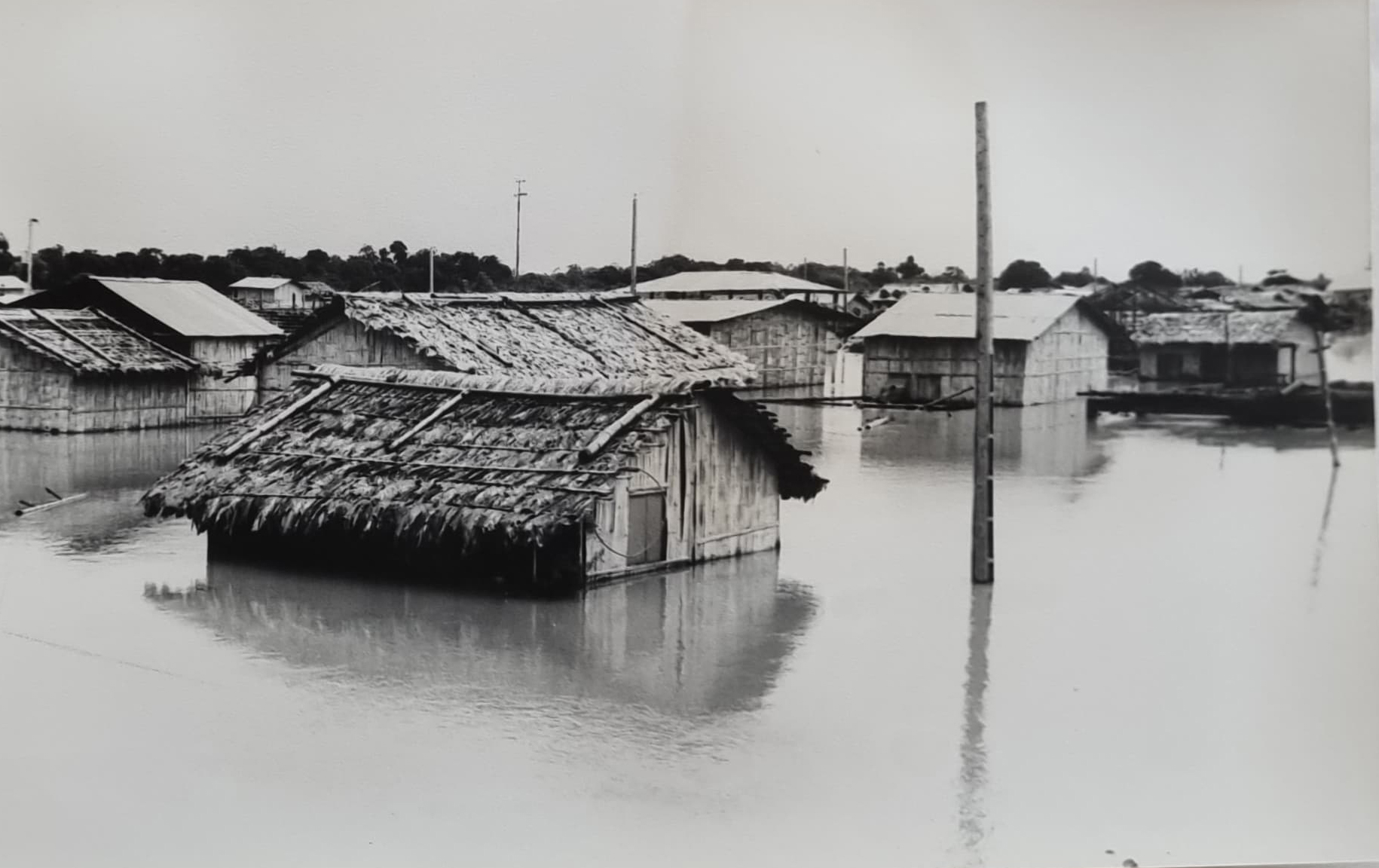
Babahoyo en el Fenómeno del Niño

El contraste entre el desierto costero del Perú con las emergentes lluvias causadas por el Niño es mayor que en la costa de Ecuador donde el clima es distinto y la lluvia más frecuente. Por esta razón, era más fácil su identificación en las costas secas del Perú, lo que fue observado por Antonio de Alcedo. Su estudio continuó a lo largo de los años, y fue descrito también por Humboldt durante su viaje por América. Los geógrafos ecuatorianos como Villavicencio y Wolf también lo describen y se sabía de su existencia pues cuando este sucedía se causaban inundaciones en el Camino Real que conecta Quito con Guayaquil. Normalmente este camino se inundaba anualmente, pero en los casos de inundaciones más fuertes eran registradas ya sea en crónicas, cartas o registros económicos como un desastre natural. En el siglo XX empezó a ser estudiado con mayor rigor, llegando a la definición actual como una irrupción ocasional de aguas superficiales cálidas debido a inestabilidades en la presión atmosférica localizada entre las secciones Oriental y Occidental del océano Pacífico cercanas a la línea del ecuador.
Los dos fenómenos de El Niño más fuertes que se experimentó en Ecuador fueron los de 1982-1983 que produjo importantes pérdidas económicas para Ecuador que fueron estimadas en una reducción del 5.3% del PIB del año 1983 y cuatro años más tarde en 1987 nuevas inundaciones destruyeron vías registrándose fallecimiento de personas, migraciones de aves, aumento en la mortandad de lobeznos en Galápagos, cambios en la distribución de cardúmenes de peces. Uno de los más fuertes fue el de 1998-1999, cuando el Golfo de Guayaquil empezó a desbordarse, afectando la cuenca del río Guayas lo que produjo pérdidas económicas importantes que serían una de las causas de la dolarización de la economía que buscó hacer frente a la crisis.Esto sería estudiado por Carlo Tassara, y Margarita Velasco quien publicarían un libro en 1999 llamado "El fenómeno de El Niño en el Ecuador, 1997-1999 del desastre a la prevención". Igualmente, un año más tarde se publicaría "Las lecciones de El Niño: Ecuador" en cinco volúmenes donde se registrarían los hechos buscando su prevención a futuro.

### El Volcán Chimborazo y el radio máximo de la tierra

Comparación de la mayor elevación de la Tierra (verde) con los puntos más alejados de su eje (rosa) y de su centro (azul) - no a escala

En 2016 se llevó a cabo una nueva investigación entre Ecuador y Francia, a veces conocida como la tercera misión geodésica, donde se midió la altura del volcán Chimborazo, respecto al centro de la tierra lo que determinó que era más alto que el Monte Everest en los Himalayas. Esto se hizo durante el aniversario número 280 de la Misión geodésica francesa, creando un nuevo hito en la historia científica de Ecuador y estrechando lazos entre los dos países. Desde ese momento se le empezó a conocer a al Chimborazo como el "punto más cercano al sol" lo que no es correcto ya que esto depende del mes y solo se cumple durante las épocas intermedias de los equinoccios en los meses de marzo y septiembre, debido a la órbita de la tierra alrededor del sol. Sin embargo independientemente de la fecha este volcán es el punto más alejado del centro de la tierra.La forma de la tierra es la razón de que esto suceda puesto que en la línea ecuatorial la superficie terrestre se encuentra a 21 kilómetros más lejos del centro de la tierra que en los polos. Después de las mediciones se determinó que el Everest en Nepal está a 6.382,6 kilómetros del centro de la Tierra mientras que el Chimborazo se encuentra a 6.384,4 kilómetros de distancia. Al hacer esto se determinó el radio máximo de la tierra en el Ecuador, en la cumbre del Volcán Chimborazo, lo que continuó las investigaciones geodésicas empezadas en la primera misión durante el siglo XVIII.

## Resumen de los principales hitos científicos en Ecuador

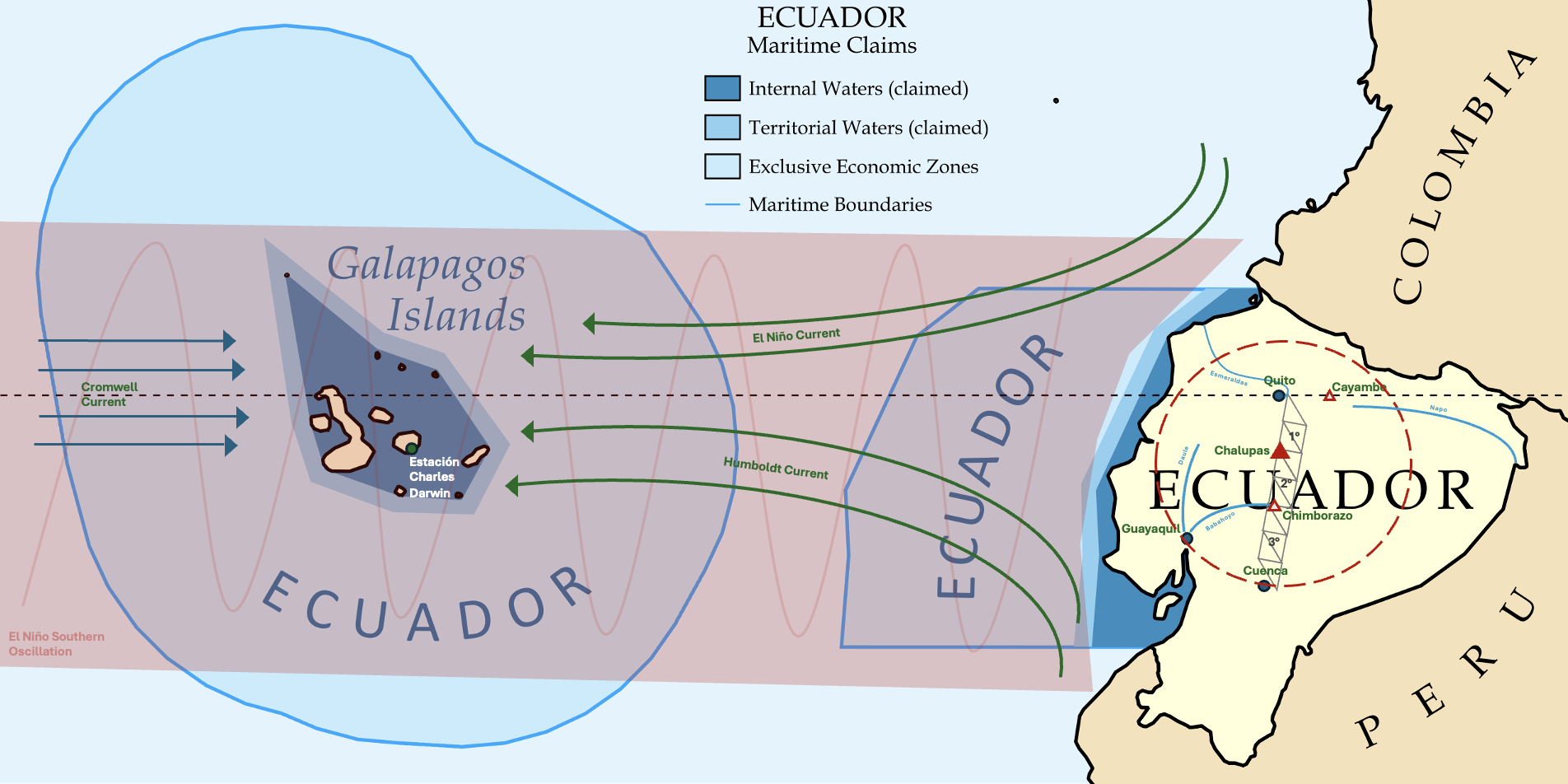
Principales hitos geográficos y científicos de Ecuador al momento

1. Línea Ecuatorial: Círculo máximo perpendicular al eje de rotación de la tierra, definido inicialmente por culturas prehispánicas en los sitios llamados Catequillas.[64]
2. Cordillera de los Andes: Medición de 3 grados del meridiano del hemisferio sur en la Misión Geodésica.[65]
3. Islas Galápagos: Lugar donde se desarrolló parte de la Teoría de la evolución biológica y en la actualidad se realizan investigaciones para la conservación en la Estación Científica Charles Darwin.[66]
4. Río Napo: Lugar desde donde partió la primera expedición española al Río Amazonas que atravesó Sudamérica desde el Golfo de Guayaquil hasta la desembocadura en el Atlántico.[67]
5. Corriente de El Niño y de Humboldt: Corrientes oceánicas que forman parte de las oscilaciones climáticas que causan el Fenómeno de El Niño y el Fenómeno de la Niña. Estas oscilaciones eran anticipadas en épocas prehispánicas a partir de la pesca de la concha spondylus.[68]
6. Volcán Chimborazo: Su cumbre es el radio máximo de la tierra, y además el punto más cercano al sol durante el equinoccio.[15]
7. Volcán Cayambe: Elevación más alta en la línea ecuatorial.[69]
8. Supervolcán Chalupas: Volcán con potencial catastrófico a nivel mundial.[49]
9. Quito: Ciudad que se encuentra en el ecuador terrestre, desde donde nace el Río Esmeraldas que es bañado por la corriente cálida de El Niño (en época regular).[70]
10. Guayaquil: Ciudad que se encuentra en el Río Guayas que nace de la unión de los ríos Daule y Babahoyo. Este último nace en el Volcán Chimborazo, el punto más alejado del centro de la tierra. Sus costas están bañadas por la corriente fría de Humboldt (en época regular).[70]
11. Cuenca: Situada aproximadamente tres grados al sur de la línea ecuatorial, fue el otro extremo desde donde se realizaron las mediciones durante la misión geodésica.[70]